# Giuseppe Verdi
Giuseppe Fortunino Francesco Verdi (Le Roncole, 1813. október 10. – Milánó, 1901. január 27.) 19. századi olasz zeneszerző, az opera műfajának kimagasló egyénisége.
Szülei kocsmárosok voltak. A család szegény volt, de Verdi zenei tehetsége hamar megmutatkozott. 12 éves korára kinevezték a helyi templom orgonistájának, és hamarosan Bussetóba költözhetett, hogy megkezdje zenei tanulmányait. Ezután Antonio Barezzi zenerajongó kereskedő vette pártfogásába, és több zeneművet rendelt tőle a helyi Filharmóniai Társaság számára. Biztatására 1832 májusában Verdi Milánóba utazott, hogy felvételizzen a konzervatóriumba, de megbukott. Milánóban maradt, és magánúton tanult tovább.
Idővel karmesteri munkákat is vállalt, és ennek köszönhetően megismerték. 1835-ben visszatért Bussetóba, ahol megpályázta a Filharmóniai Társaság igazgatói posztját. 1836 márciusában megkapta hivatalos kinevezését, két hónap múlva pedig feleségül vette Barezzi leányát, Margheritát. 1838-ban lemondott posztjáról, és visszaköltözött Milánóba, ahol benyújtotta a Scalának első operáját, az Obertót. A sikeres bemutató után az operaház még három opera komponálására kérte fel. 1838-ban azonban meghalt a lánya, 1839-ben a fia, aztán 1840-ben a felesége – Verdi lelkileg összeomlott, és megpróbált kihátrálni a Scalával kötött szerződésből, de sikertelenül. A pünkösdi királyság bukása után felhagyott a vígoperák írásával. 1842-ben megírta a Nabuccót, amelynek politikai felhangjait a szabadságra vágyó olasz nép azonnal felismerte. A következő nyolc évben tizenkettő operát komponált, köztük A két Foscarit, az Attilát és a Macbethet. 1851-ben megírta a Rigolettót, amivel megalapozta világhírét. Az Aida (1871) után tizenöt évig nem írt újabb operát. Eközben beválasztották az olasz szenátusba, ahol öt évig tevékenykedett, átdolgozta több korábbi operáját, és megírta a Requiemet (1874). A Simon Boccanegra átdolgozása közben ismerkedett meg Arrigo Boito költő-zeneszerzővel, akinek szövegkönyveiből született meg a Verdi életművét megkoronázó két utolsó operája, az Otello (1887) és a Falstaff (1893). Élete végén egyházi műveket írt. 1901-ben halt meg agyvérzés következtében Milánóban.
Verdi a 19. századi opera Wagnerrel egyenértékű vezéralakja; az olasz zene világviszonylatban egyik leghíresebb képviselője. Művészetének fejlődése a korai 19. század jelentős olasz mestereinek – Rossini, Bellini, Donizetti – művészetéből ágazott ki, áttörte korának bel canto kliséit, és a zenedráma szolgálatába állította az éneket – korabeli kritikusai éppen emiatt zenéjét gyakran nyersnek, csiszolatlannak minősítették. Hatása óriási: a századforduló olasz operaszerző nemzedékére (Puccinire és kortársaira) gyakorolt közvetlen hatásán túl közvetve (Wagnerhez hasonlóan) erősen hatott az opera 20. századi fejlődésére is. Műveit ma is nagy sikerrel játsszák világszerte, és néhány részletük igazi slágerré vált, mint például a La donna è mobile (Az asszony ingatag) a Rigolettóból vagy a Brindisi a Traviatából.

## Élete és munkássága

### Gyermek és iskolaévek
Giuseppe Verdi 1813. október 10-én (vagy október 9-én – a rendelkezésre álló adatok pontatlanok) született Le Roncoléban, az akkori Parmai Hercegség Busseto nevű kis vásárvárosától négy kilométerre délkeletre fekvő falucskában. A sors iróniája, hogy ugyanebben az évben, május 22-én született Lipcsében Richard Wagner, aki élete során legfőbb zenei vetélytársa volt.
Mivel szülőföldje abban az időben Napóleon Francia Császárságának része volt, ezért a helyi anyakönyvben a gyermek neve – Giuseppe Fortunio Francesco – francia keresztnevekkel szerepel: Joseph Fortunin François.
| „                                       | Én, Carlo Arcari, Le Roncole plébánosa ma reggel megkereszteltem néhai Giuseppe fia, Carlo Verdi és Carlo leánya, Luigia Uttini e parókiabeli házastársak tegnap este nyolckor megszületett gyermekét, kinek a neve Joseph Fortunin François | ” |
| – anyakönyvi kivonat, latinból fordítva | |   |

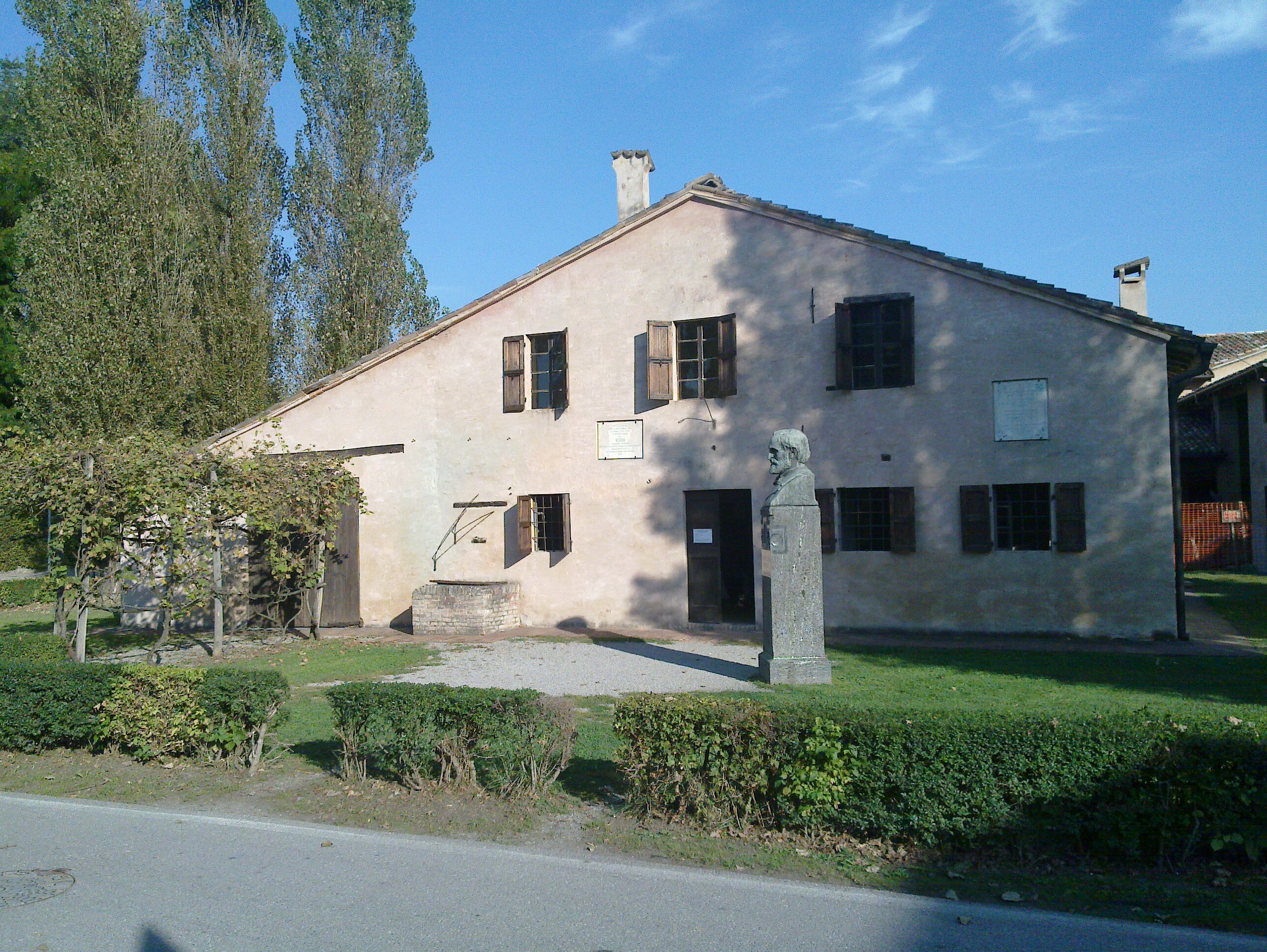
Verdi szülőháza

Apja, Carlo Verdi (1785–1867) Bussetóban kocsmát és üzletet tartott fenn, s 1805-ben vette feleségül Luigia Uttini (1787–1851), egy piacenzai fogadós lányát. Noha egy 1832-ben, Bussetóban megjelent népszámlálási jelentés illiteratónak, azaz írástudatlannak nevezi, Carlo Verdinek kellett rendelkeznie annyi képzettséggel, hogy 1825 és 1840 között a roncolei templom pénzügyi titkára legyen. A fennmaradt vaskos levelezés is írástudatlanságát cáfolja.
Giuseppe Verdi gyerekkoráról nagyon kevés információ maradt fenn, azok nagy részét egy megíratlanul maradt életrajz közli, amelyet későbbi nagy csodálója, Giuseppe Demaldé vetett papírra.
Giuseppének 1816. március 20-án húga született, Giuseppa Francesca, aki azonban 1833. augusztus 9-én agyhártyagyulladásban meghalt.
Gyerekkorában az ifjú Verdinek a zene volt a mindene. Legfőbb szórakozása az apja kocsmájába betévedő vándormuzsikusok és a templomból kiszűrődő orgonaszó hallgatása volt. A szájhagyomány szerint, amikor egy alkalommal a Szent Mihály arkangyal-templomban ministrált, annyira belefeledkezett az éneklésbe, hogy a feldühödött pap felpofozta. „Verje meg az Isten”! – kiáltott a papra az ifjú Verdi, akinek az átka a későbbiekben beteljesedett, hiszen évekkel később villám csapott a templomba, és halálra sújtotta a papot és a gyülekezet néhány tagját. A zeneszerző élete során szívesen mesélte ezt a történetet barátainak.
Zenei hajlamait állítólag Don Pietro Baistrocchi, a Szent Mihály arkangyal-templom orgonistája fedezte fel, aki egyben iskolai tanítója is volt. A gyermek apját rábeszélte egy ócska spinét megvásárlására, ennek köszönhetően az ifjú Verdi otthon is nyugodtan gyakorolhatott zenélni.
Tízéves korában beíratták a bussetói iskolába, így elkerült otthonából. Miután Don Baistrocchi meghalt, őt nevezték ki orgonistának, ami azt jelentette, hogy vásár- és ünnepnapokon gyalogosan kellett megtennie az utat Bussetóból Le Roncoléba. Díjazása jelentéktelen volt, és még otthoni támogatásra sem számíthatott, hiszen családja folyamatos pénzügyi problémákkal küszködött. A bussetói évek alatt az ifjú Verdit kiváló tanárok tanították, sikerült megtanulnia a klasszikusokat, humanista tudományokat és retorikát egyaránt. 1825-ben zeneiskolába került, amelyet a helyi templom orgonistája, Ferdinando Provesi vezetett. Verdit ezekben az években karolta fel Antonio Barezzi gazdag kereskedő, akitől többek közt apja, Carlo is áruját vásárolta. Négy lánya és két fia mellé családtagnak fogadta be. Barezzi maga is jártas volt zenei téren, hiszen a helyi zenekar vezetője volt, amellyel együtt nemcsak templomokban, hanem vásárokon is fellépett. Az ifjú Verdi számos darabot (nyitányok, indulók stb.) komponált a zenekarnak, sőt áriákat és kantátákat is írt templomi és színházi előadások számára. Ebben az időben írt nyitányt Rossini A sevillai borbély című operájához, valamint ekkor zenésítette meg Vittorio Alfieri Saul lázálmait is.
1829-ben megpályázta a közeli Soragna templomának orgonista állását, de tanára, Provesi ajánlása ellenére elutasították. Mivel így megszűnt a kilátása arra, hogy a közelben jól fizető állást találjon, az évek múlásával egyre nyilvánvalóbb lett, hogy Verdinek több szakmai képzettségre van szüksége, mint amennyi Bussetóban megszerezhető.
Időközben beleszeretett Barezzi idősebb lányába, Margheritába és mivel nem volt olyan anyagi helyzetben, hogy megkérje a kezét, milánói ösztöndíjért folyamodott a helyi segélyegyesülethez, a Monte di Pietàhoz. Noha jelentkezését kedvezően fogadták, az ösztöndíjakat sajnos már két évre előre kiosztották. Barezzi azonban megelőlegezte a pénzt, így Verdi 1832-ben Milánóba ment felvételizni. A felvételi kudarc volt, vizsgáztatói elutasították. Ennek fő oka a konzervatórium zsúfoltsága és Verdi kora (18 éves) volt. A vizsgáztatóbizottság egyik tagja, Alessandro Rolla, a Scala korábbi karnagya azt tanácsolta az ifjúnak, hogy tanuljon Vincenzo Lavigna mesternél, magánúton, aki zeneszerzést tanított a konzervatóriumban, és korábban maga is az operaház zenekarában játszott mint maestro al cembalo.

### Tanulmányok Milánóban
Barezzi segítségével sikerült Milánóba költöznie. Mivel túlságosan költséges lett volna magánszállás fenntartása, Verdi Giuseppe Selettinél, a bussetói iskolaigazgató unokaöccsénél, Barezzi barátjánál lakott. Az ifjú tanonc szükségleteiről (kottapapír, operabérlet, ruházat) Seletti gondoskodott, a számlákat Barezzi rendezte. A kapcsolat Verdi és házigazdája között két év alatt megromlott. Ennek pontos okai nem ismertek, tény viszont, hogy Seletti több panaszlevelet is írt Barezzinek. Feltételezik, hogy Verdi esetleges neveletlensége váltotta ki gazdája ellenszenvét, de a találgatások odáig terjednek, miszerint az ifjú zeneszerző bizalmas viszonyba került Seletti lányával. Ez kiváltotta Barezzi haragját is, aki egyik levelében felhánytorgatta Verdinek taníttatása költségeit is.
Tanulmányaival jól haladt, tanára rendszeresen dicsérte tanítványa szorgalmát, egyre növekvő bátorságát és kifogástalannak vélt jellemét is. Lavigna mutatta be Verdit a milánói filharmóniánál is, amelynek igazgatója, Pietro Massini hamarosan Verdi legkitartóbb támogatója lett. 1834-ben egy alkalommal Haydn Teremtését próbálták, s a három maestro, akik felváltva szokták a csembalókíséretet játszani, mind hiányzottak. Massini megkérte Verdit, hogy ugorjon be a helyükre, s elegendő, ha a basszust játssza. Verdi annyira fellelkesült, hogy egyszerre játszott a bal kezével és vezényelt a jobbal. A nagy lelkesedés láttán Massini felkérte az előadás levezénylésére, amelyet úri közönség előtt adtak elő a Teatro Filodrammaticóban. Ez volt első nagy sikere a milánói közönség előtt.

### Orgonistaháború Bussetóban

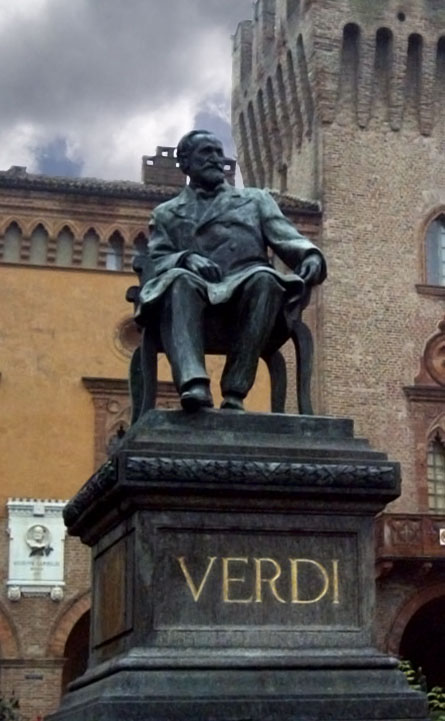
A Piazza Verdi, Busseto főtere, a komponista szobrával

1833 májusában meghalt Provesi, és a bussetóiak azonnal új orgonistát kerestek a helyére. Barezzi és a helyi filharmonikusok szerint a legmegfelelőbb ember Verdi lett volna, amennyiben befejezi milánói tanulmányait, de az egyház képviselői Giovanni Ferrarit, a szomszédos Guastallából látták volna szívesen a megüresedett helyen. Barezzi nem tett semmit Verdi érdekében, hiszen biztosították arról, hogy a megüresedett hely elfoglalására versenyvizsgát írnak majd ki. Novemberben Ferrari és még két muzsikus benyújtotta pályázatát, az egyház pedig vizsga nélkül Ferrarit nevezte ki orgonistának. Ekkor Barezzi haladéktalanul hazahívta Verdit, aki leadta pályázatát, de azt visszadobták, és közölték, hogy elkésett vele. A Monte di Pietà segélyszervezet, amely évekkel korábban elfogadta Verdi milánói pályázatát, szintén az egyház véleményét osztotta. Verdi nagy támogatója Galuzzi volt, Busseto alpolgármestere, akinek érveit azonban rendre letörték olyan állítólagos hírrel, hogy Margherita Barezzi szerint vőlegényének esze ágában sincs letelepedni Bussetóban, hiszen így cserbenhagyná milánói barátait. Később az egyházkerület püspöke is megerősítette Ferrari kinevezését, mondván, egy Ferrari korú emberben mégiscsak jobban meg lehet bízni, mint egy sima arcú ifjoncban, aki ki volt téve egy népes nagyváros bűnös csábításainak.
Verdi tiltakozásképpen levelet írt Mária Lujza parmai hercegnőnek, de a válaszra majdnem egy évig várnia kellett. Közben Bussetóban kitört az orgonistaháború. Verdi támogatói, a codinók és ellenzői, a coccardinók között. Mindkét tábor megpróbálta a maga oldalára állítani Francesco Cocchit, Mária Lujza belügyminiszterét, akinek beleszólása volt a kinevezésbe.
Verdi 1834 végéig Bussetóban maradt, és részt vett a filharmonikusok tevékenységében, majd visszatért Milánóba, Lavignához. Ekkoriban kérték fel, hogy pályázzon a monzai katedrális orgonista-állására, és tegyen próbát a jelentkezőknek kiírt fúgatémával. Beszámolók szerint Verdi saját kettős kánonjával gazdagította a szerinte soványka témát.
1835 júliusában Verdi visszatért Bussetóba, mert a parmai kormány kompromisszumos megoldást talált problémájára: Ferrarit megtartották orgonistának, Verdinek pedig felajánlották a zeneiskola igazgatói posztját. A versenyvizsga időpontját folyamatosan csúsztatták, így Verdi elkezdett puhatolózni a monzai állás iránt. Amikor kitudódott, hogy valószínűleg megkapja a monzai állást, a város népe felhördült és megfenyegették, ha kell, erőszakkal akadályozzák meg a fiatalember távozását. A versenyvizsga 1836 februárjában volt Parmában. A vizsgabizottság elnökét, Giuseppe Alinovit lenyűgözték Verdi képességei és a legnagyobb elismerés hangján szólt róla. Verdi végre elfoglalhatta helyét Bussetóban.

### Első házassága és zenetanári évei Bussetóban
1836. május 4-én feleségül vette Margherita Barezzit. Rövid milánói nászútjuk után Verdi elfoglalta a zenei igazgatói helyét. Ebben az időszakban szerezte a Tantum egót, valamint az Alessandro Manzoni Il cinque Maggio című ódájára írt zeneművet, amelynek partitúrája elveszett. Verdi bussetói tartózkodása alatt is folyamatosan kapcsolatban állt milánói barátaival, kiváltképpen Massinivel, aki a Teatro Filodrammaticóban levezényelte az ifjú zeneszerző ódáját. Massinitól még 1835-ben kapott egy operaszövegkönyvet, s ennek zenéjét rövidebb-hosszabb megszakításokkal 1837-re megírta. Ekkor felmerült annak lehetősége, hogy a Rocester című operáját a parmai Teatro Ducale bemutassa, de a színház impresszáriója az utolsó pillanatban elállt az „ismeretlen komponista” művének bemutatásától, ezért Verdi figyelme ismét Milánó felé fordult, eldöntötte, hogy Massininél próbálkozik.
1838. augusztus 12-én családi tragédia érte: elsőszülött gyermeke, Virginia, tizenhét hónapos korában, négy héttel fiútestvére, Icilio világra jötte után meghalt. Ez a csapás megszilárdította Verdi szándékát: mielőbb távoznia kell Bussetóból. Úgy érezte, hogy operáját sosem fogják bemutatni, ha itt marad és az egyre tartó pártoskodások is lassan felőrölték idegeit.
Nem sokkal ezután Verdi és felesége titokban Milánóba utaztak operájának bemutatóját kieszközölni, azonban csak ígéreteket kaptak. A Scala végül elállt az opera színrevitelétől a karneváli időszakban, majd egy másik, Verdi által felkeresett színház is. Elkeseredésében visszavonta a darabot, szereposztását pedig nyomorúságosnak titulálta. Lehetősége nyílt volna a darabot bemutatni a Pio Istituto számára jótékonysági célokra, azonban az egyik énekes, Napoleone Moriani megbetegedése miatt a terv meghiúsult. Végül mégis a Scala impresszáriója, Bartolomeo Merelli sietett segítségére: több lényeges módosítást javasolt és a szövegkönyv javításainak elvégzésére Temistocle Solerát ajánlotta. Noha az opera bemutatójáról még nem született végleges döntés, Verdi felmondta szerződését a bussetói polgármesteri hivatallal és feleségével meg kisfiával Milánóba költözött.

### Kezdeti siker és kudarc Milánóban

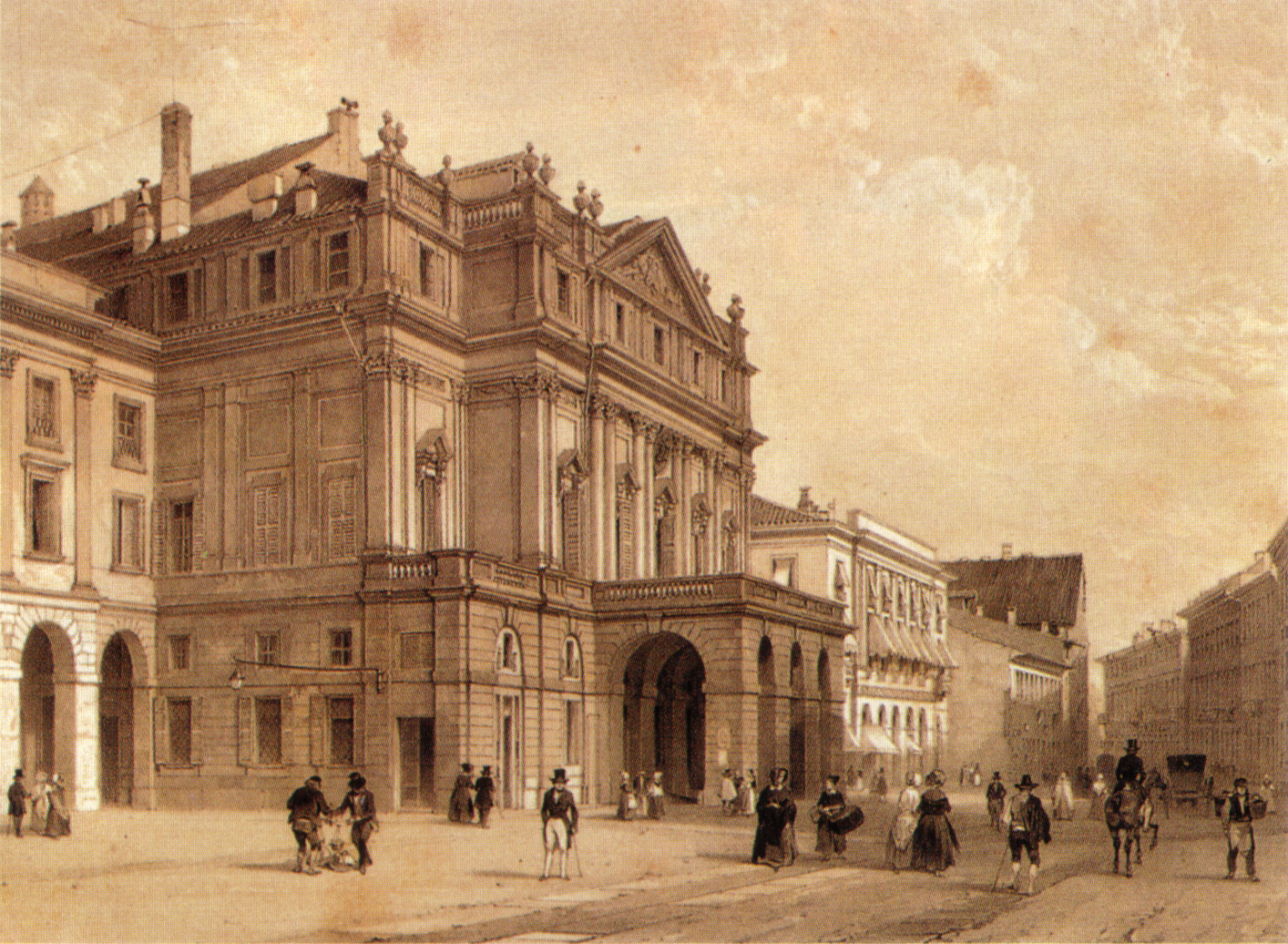
A milánói Teatro alla Scala a 19. században

1839 nyara a munka jegyében telt: Verdi lázasan dolgozott első operáján. Már javában folytak a próbák, amikor október 22-én fia, Icilio is meghalt. Október végén a Scalában megkezdték a főpróbákat és Verdi, maga is mélyen lesújtva, kénytelen volt egyedül hagyni lelkileg teljesen összetört feleségét, hogy a művészeket buzdítsa, a munkálatokat ellenőrizze.
Az Oberto, San Bonifacio grófját november 17-én bemutatták. Az előadás mérsékelt sikert aratott, de ez elegendő volt ahhoz, hogy a Scala műsorán tartsa, sőt az előadások számát is növelje. Verdit további három opera megírására szerződtették le, amelyeket nyolc hónapos időközönként mutattak volna be.
Nem tudni, hogy az Oberto, San Bonifacio grófja ugyanaz-e, mint a Rocester. Verdi visszaemlékezéseiből sem derül ki, mert a zeneszerző idősebb korában hajlamos volt összevonni eseményeket. Mindvégig azonban egy operáról beszélt, ami megerősíti azt a feltételezést, hogy a két opera tulajdonképpen egy és ugyanaz. Másrészt a korabeli operák cselekménye többször is változott a helyi cenzúra miatt. A zeneszerző minden szerződésében kikötötte, hogy csak akkor kezd hozzá a hangszereléshez, ha már elkezdődtek a zongorás próbák, ezért valószínűtlen, hogy megíratlan művet tartogatott volna fiókjában.
Verdi következő operájaként Merelli a Gaetano Rossi librettista által írt A száműzöttet szemelte ki, azonban később úgy döntött, hogy a Scala repertoárjából leginkább egy opera buffa hiányzik. Így esett választása Felice Romani Az ál-Szaniszló című librettójára. Ezt azonban Adalbert Gyrowetz osztrák komponista 1818-ban már megzenésítette, ezért az olasz szokásoknak megfelelően más címet adtak neki: A pünkösdi királyság. Verdinek sokkal nehezebben ment a komponálás, gyakran torokfájása volt, amely a későbbi években is jelentkezett, zeneszerzés közben. Számos anyagi gondja is volt, egy alkalommal felesége arra kényszerült, hogy ékszereit elzálogosítsa.
1840 júliusában agyvelőgyulladásban meghalt felesége, Margherita. Az összetört Verdit hitvesének apja hazavitte Bussetóba. Megpróbálta felbontani a Scalával kötött szerződését, azonban Merelli nem egyezett bele, így a zeneszerző kénytelen volt visszatérni Milánóba, és színpadra vinni vígoperáját. A mű megbukott, amit Verdi az előadók gyengeségének tulajdonított, hiszen elsősorban drámai szerepekre szakosodott énekeseket alkalmaztak a vígopera szerepeire. A darabot 1845-ben Velencében, 1859-ben pedig Nápolyban Ál-Szaniszló címen is színre vitték, mérsékelt sikerrel.

### Átütő siker: aNabucco

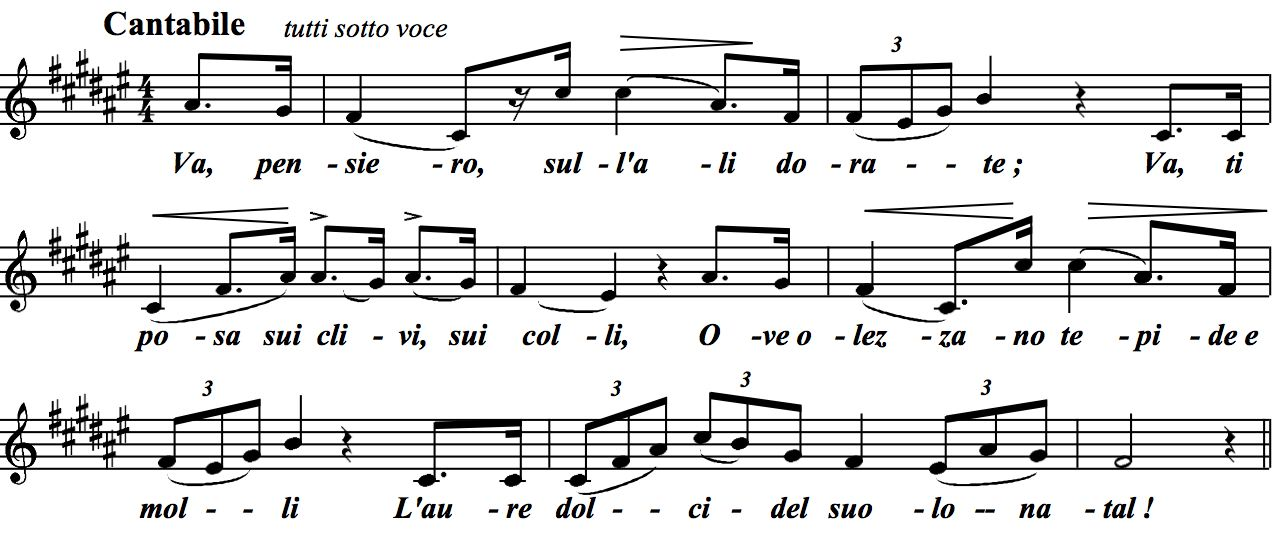
A Nabucco partitúrájának részlete (A Szabadság-kórus első sorai)

A következő librettót 1840 telén kapta meg Solerától, amit az akkor már nagy hírnévnek örvendő Otto Nicolai visszautasított. Az új opera, a Nabucco (korábbi nevén Nabucodonosor) 1841 őszére készült el, így Verdi lekéste a karneváli szezont és a bemutatóval a következő szezonig várnia kellett volna. Tiltakozása és makacssága meghozta az eredményt: a bemutatót kitűzték 1842. március 9-re. Mivel rövid idő alatt kellett színre vinni, nem volt elegendő idő a díszletek megépítésére, ezért korábbi előadásokból kölcsönzött háttereket használtak. A problémákat tetőzte, hogy az Abigél szerepét éneklő szoprán, Giuseppina Strepponi hangja borzalmas állapotban volt. Ennek ellenére az opera átütő sikert aratott és így Verdi egyetlen lendülettel a korabeli olasz zeneszerzők élvonalába került. Ezzel együtt óriási népszerűségre tett szert a milánói közönségnél, és egyúttal bebocsátást is nyert az arisztokrácia köreibe, így szerezve magas rangú mecénásokat. Az előadást követően Giovanni Ricordi zenekiadó egy összes műveire szóló szerződést ajánlott fel neki, Merelli pedig bianco szerződést egy új operára. Verdi – az asszony tanácsára – 8000 osztrák lírát kért, amennyit Bellini kapott a Normáért.

### Az első összeütközés a cenzúrával
Verdi először a Tommaso Grossi költeménye alapján írt, A lombardok az első keresztes háborúban című operája miatt került összetűzésbe a cenzúrával. Mivel Milánó abban az időben a Habsburg Birodalomhoz tartozott, a bécsi kamarilla cenzorai minden eszközzel megpróbálták elejét venni a darabok akár burkolt politikai tartalmának és esetleges forradalmi üzenetének. Carlo Gaetano Gaisruck bíboros, Milánó érseke ellenezte először a keresztes lovagok tömeges megjelenítését az operában, egy pogány keresztelésének ábrázolását és legfőképpen egy Ave Mariával kezdődő ária eléneklését. Verdi hajthatatlan maradt, így librettistája, Solera és a Scala karnagya, Merelli egyezett meg a milánói rendőrfőnökkel, hogy a keresztelés nem a színpadon lesz és az Ave helyett Salvét énekelnek. Az operát végül 1843. február 11-én mutatták be a Scalában.

### Velencei felkérés

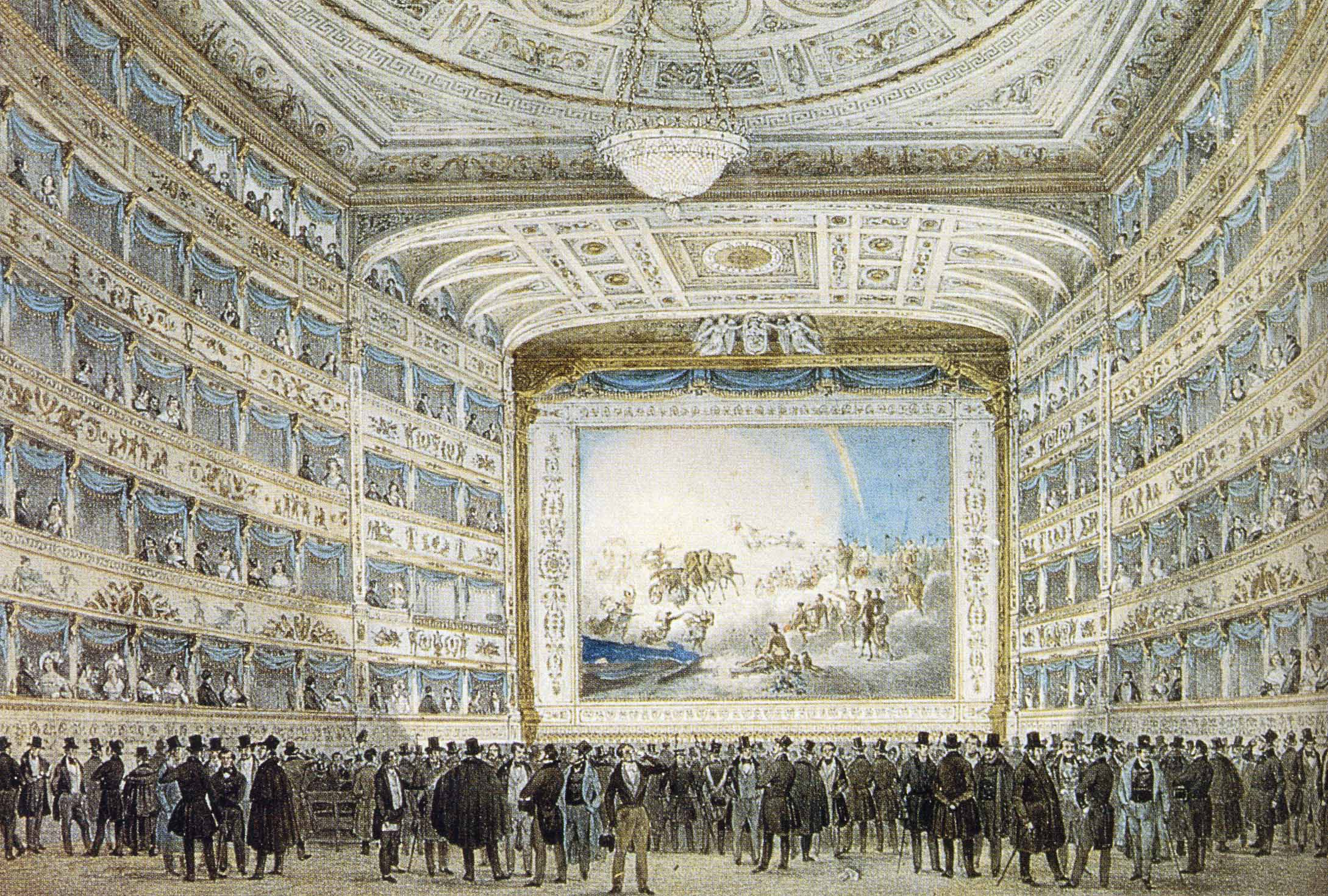
A La Fenice 1837-ben

Az 1843-as karneváli szezonban a velencei La Fenicében is bemutatták a Nabuccót. A siker láttán az operaház egy új opera megírására szóló szerződést ajánlott fel Verdinek. A velencei operaház abban különbözött milánói társától, hogy itt nem az impresszárió, hanem egy háromtagú, nemesemberekből és mecénásokból álló bizottság döntött a műsorpolitikáról. A bizottság elnöke, Alvise Mocenigo és titkára, Guglielmo Brenna is Verdi rajongója és támogatója volt, ezért minden kérését teljesítették: Strepponi tanácsára Verdi nagyobb fizetést kért és továbbra is ragaszkodott ahhoz, hogy a teljes partitúrát csak a hangszerelés megkezdése előtt adja át, és ami igazán fontos: ragaszkodott a téma és a librettista kiválasztásához. Fontosnak tartotta, hogy a téma eredeti legyen olyan, amit még senki sem zenésített meg, de egyúttal szem előtt kellett tartania a La Fenice énekeseinek képzettségét is. Végül Alexandre Dumas Catherine Howardja és George Byron A két Foscarija mellett döntött. Ezek szinopszisát el is küldte a velencei cenzoroknak, akik azonban mindkettőt visszautasították, mondván, hogy a Caterina Howard túl kegyetlen, A két Foscari pedig sértheti a velencei nemesség önérzetét.
Brenna ekkor Verdi figyelmébe ajánlotta egy fiatal költő ismerősét, Francesco Maria Piavét, aki éppen Cromwellről írt szövegkönyvet. Verdi véleménye óvatos, de kedvező volt és ezzel az operatörténet egyik leggyümölcsözőbb zeneszerző-librettista párosa született meg. Piave később Verdi irodalmi titkára lett és szövegkönyveit mindig a zeneszerző kívánsága szerint írta meg. A Cromwell-operát Sir Walter Scott Woodstockjára alapozva írta, de Verdi – Mocenigo egy megjegyzésére reagálva – úgy döntött, hogy a cselekményt inkább Victor Hugo Hernanijára alapozza. Piavét kártalanította befektetett munkáért és a librettistának 1848-ban sikerült eladnia a szövegkönyvet Pacininek. Piavét ugyan letörte Verdi döntése, de nem tántorodott el az új opera szövegkönyvének megírásától. Az Ernani bemutatását késleltette, hogy a La Fenicében nem voltak megfelelő kaliberű énekesek, így várni kellett az éppen Spanyolországban éneklő tenor, Domenico Conti visszatérésére. Bár a velencei közönség nem kifejezetten kedvelte Verdi operáit és az énekesek sem teljesítették az elvárt szintet, az 1844. március 9-én bemutatott Ernanit mégis kedvezően fogadták.
A nemzetközi zenei világ meglehetősen ellenségesen fogadta Verdit, akinek zenei stílusa nem illeszkedett bele sem a Mendelssohnt követő konzervatívok, sem a Liszt Ferenc és Richard Wagner képviselte új német zeneiskola elvárásaiba. A zenekritikusok egyöntetűen úgy vélték, hogy Verdiből hiányzik az eredetiség és tönkreteszi énekeseinek hangját.

### Itáliai sikerek: Róma, Milánó, Nápoly, Velence, Firenze

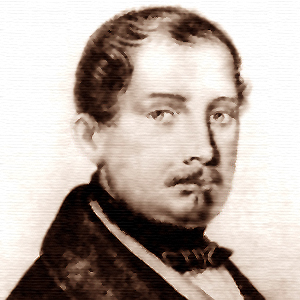
Salvadore Cammarano

Következő megbízását Rómából kapta, ahol 1844. november 3-án a Teatro Argentinában színre vitte a Velencében elutasított Két Foscarit. Az előadás (amelyet a szerző mezzo-fiascónak, azaz félkudarcnak nevezett), hűvös légkörben zajlott, amit részben az okozott, hogy a színház impresszáriója az utolsó pillanatban megemelte a belépőjegyek árát, a közönség nagy felháborodására. Ettől eltekintve az előadás sikeres volt és Verdi tiszteletére a színház bérlője, Torlonia hercege fogadást is rendezett.
November végén Verdi már új operáján dolgozott, amelyet a milánói La Scala és a Giovanni Ricordi által vezetett kiadó rendelt meg a következő év karneváli szezonjára. A Giovanna D’Arco szövegkönyvét Temistocle Solera írta. Verdi megbetegedett ugyan, de sikerült időben befejeznie új operáját, amelynek premierje 1845. február 15-én zajlott le. A közönségsiker volt, de a kritikusok kedvezőtlenül fogadták. Többen is megjegyezték, hogy az opera ismétli önmagát és hiányzik belőle az igazi ihlet. Verdit nagyon elszomorították a bírálatok és úgy döntött, hogy szakít Ricordival, mert részben őt okolta a sikertelenségért.
A szakítással még várnia kellett, hiszen következő operáját már leszerződte vele. Az Alzirát 1845. augusztus 12-én mutatták be a nápolyi San Carlo operaházban. Librettistája Salvadore Cammarano volt, akit Donizetti fedezett fel, és akinek nevéhez többek között a Lammermoori Lucia szövegkönyve is fűződött. Verdi munkáját torokfájás szakította meg, de az operaház impresszáriója, Flauto hallani sem akart a darab halasztásáról és a zeneszerzőt Nápolyba rendelte. 1845 júniusában indult útra riválisának, Mercadanténak hazájába. A közönség nagy lelkesedéssel fogadta az Alzirát, de a korábban megszokott nagy siker elmaradt. Ez volt egyik legkevésbé sikeres operája, élete végén már alig emlékezett rá. Az év végére Verdi visszatért Lombardiába. Házat vett Bussetóban és gazdasági ügyeit intézte. Ekkor kereste fel Lèon Escudier párizsi kiadó és vásárolta fel műveinek franciaországi jogait.
A következő operát a velenceiek rendelték meg az 1845-ös karneváli szezonra. Ekkor sikerült Verdinek véglegesen szakítania Ricordival és szerződést kötnie a rivális Francesco Lucca zeneműkiadóval. A 19. században operákat csak királyi engedéllyel lehetett előadni. Giovanni Ricordi 1808-ban megszerezte az engedélyt és egyben kizárólagosságot a zeneműkiadás terén az északi tartományokra, amelyek Ausztria fennhatósága alatt voltak. 1825-ben azonban egykori kottametszőjének, Francesco Luccának is sikerült engedélyt szereznie zeneművek publikálására, így Ricordi monopóliuma megtört. A két zeneműkiadó közel ötven éven át osztozott az olasz zenén, előbb csak az északi tartományokban, majd 1861 után az egyesült Olasz Királyságban is.
1845-ben Verdi Velencébe utazott, hogy színre vigye a Giovanna D’Arcót és A két Foscarit, amely a cenzorok korábbi félelme ellenére nem váltott ki semmiféle ellenséges reakciót a nemesség soraiban. A következő opera témájaként Piavéval közösen Zacharias Werner Attilája mellett döntöttek. Librettistának Temistocle Solerát kérték fel, akinek azonban nem sikerült megírnia a szövegkönyvet, mert Spanyolországba utazott feleségével. A szövegkönyvet végül Piave fejezte be, ezzel kiváltva Solera ellenségességét. Verdi ágynak esett és úgy tűnt, nem sikerül a szezon végéig befejeznie a művet. Kiadója, Lucca unszolására azonban 1846. március 17-én mégis megszületett a darab, amely sikeres lett és népszerűsége nőttön-nőtt, ahogyan körbejárta az olasz operaházakat. Az év végén Lucca mértéktelenül magas bérleti díjat követelt a La Scalától és csak az osztrák rendőrség közbenjárására engedett az árból, ami bizonyítja, hogy mekkora ráhatással voltak a hatóságok a zenei életre is.
1846-ban megérkezett az első külföldi felkérése a londoni Her Majesty’s Theatre-től. A téma a Lear király lett volna, de Byron The corsairje is felmerült. Verdi egyelőre elvetette a tervet, hiszen betegsége alaposan legyengítette. A következő hónapokban egészségi állapotára koncentrált és visszavonult a komponálástól. Időközben Piave megírta A kalóz szövegkönyvét, és Verdi engedélyét kérte az eladásra, a zeneszerző azonban csak egy másik szövegkönyvért cserébe volt hajlandó üzletbe bocsátkozni a fiatal költővel.
Verdi következő operáját a kiadó a firenzei 1847-es karneváli szezonra szánta. Az 1846 nyarára felépülő Verdi a felajánlott témák közül Shakespeare Macbethjét választotta, azzal a feltétellel, hogy a darab baritonjának szerepére nagy kedvencét, Felice Varesit szerződtessék le. A szövegkönyvet ismét Piave írta. Az 1847. március 14-én bemutatott opera hatalmas sikert aratott, a művészeket harmincnyolcszor tapsolták vissza. A siker nagyon fontos volt Verdi számára, hiszen karrierje szempontjából elengedhetetlen volt Firenze, azaz Itália Athénjének meghódítása, ahol a kor leghíresebb és legtöbbre értékelt művészei és művészetpártolói éltek.

### „Viva Verdi! Bietifol!”

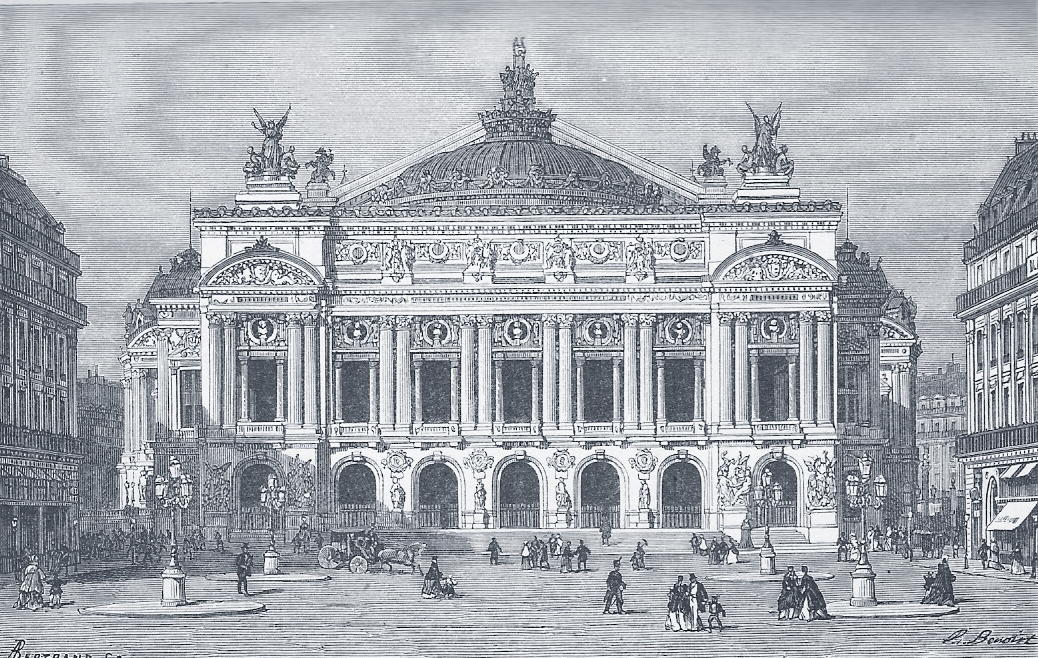
A párizsi operaház a 19. században

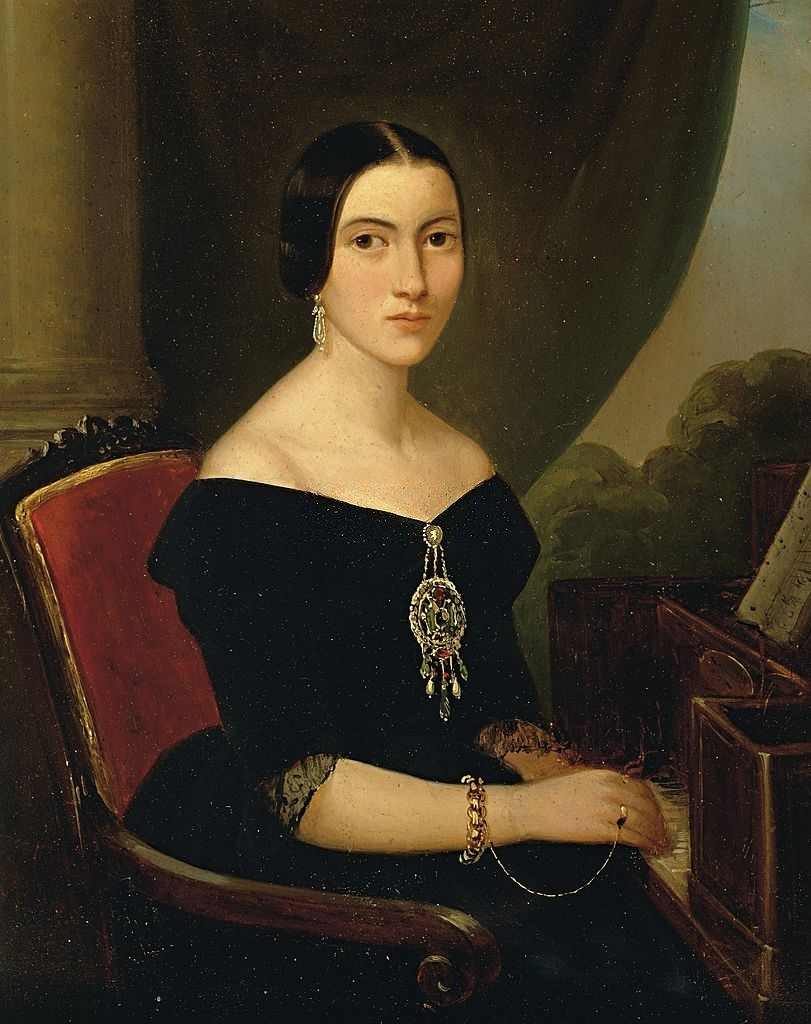
Giuseppina Strepponi

1847 márciusában Verdi visszatért Milánóba, hogy hozzákezdjen új operájának megírásához a londoni Her Majesty’s Theatre számára. Verdi, aki korábban elutasította a felkérést, ezúttal úgy ítélte meg, nem szabad kihagynia egy londoni felkérést, hiszen Weber Oberonjának 1826-os premierje után ez lett volna a második szigetországi előadás, amelynek komponálására külföldi zeneszerzőt kértek fel. Választása Andrea Maffei A haramiák című szövegkönyvére esett. Május végén indult el London felé, útbaejtve Kölnt, Brüsszelt és Párizst. Időközben Benjamin Lumley, a londoni színház impresszáriója vitába keveredett karnagyával, Michael Costával, aki több énekes társaságában otthagyta őt, és a Covent Gardenben rivális társulatot alapított. E társulathoz több olyan énekes is csatlakozott (mint például Giorgio Ronconi), akik korábban Verdivel jó kapcsolatban álltak. Angliai tartózkodása alatt a zeneszerző távol tartotta magát a két társulat közötti viszálytól és elzárkózva élt, nem fogadta el a meghívást sem, hogy bemutassák a királynőnek. A haramiák bemutatója előtt a rivális társaság azonban tönkrement, így a nagyhírű (elsősorban olasz nemzetiségű) énekesek visszatértek Lumley színházába. Az 1847. július 22-én bemutatott opera ugyan nagy sikert aratott a közönség köreiben, de a kritikusoknál nem aratott osztatlan sikert, hiszen az angol zenei élet a mendelssohni konzervativizmus követője volt, így Verdi nyers stílusát érthetetlennek titulálták. Verdi két előadást vezényelt, majd átadta a karmesteri pálcát Michael Balfének. Az operát még kétszer játszották. Ez volt első és egyben utolsó angliai ősbemutatója.
Verdi Párizsba ment, ahol 1847. november 26-án bemutatták új operáját, a Jeruzsálemet, amely tulajdonképpen A lombardok átdolgozott változata volt. Ezzel a darabbal a zeneszerző eleget tett a párizsi Opéra és Léon Escudier zenekiadó egy korábbi, 1845-ös felkérésének. A bemutató hűvös fogadtatásra talált. Még ugyanebben az évben kiadta az opera zongorakivonatát, amelyet Giuseppina Strepponinak, a kiváló énekművésznek ajánlott. Ez Verdi életének egyik fordulópontja, hiszen ekkor kapcsolta össze sorsát Giuseppináéval.

### Giuseppina Strepponi
Verdi távollétében a trieszti Teatro Grandéban mutatták be 1848. október 25-én A kalózt, amelyet jó ideje halogatott. A darab megbukott, ami részben betudható a szerző távollétének is, hiszen mint azt Donizetti korábban megjegyezte: „ha egy komponista nincs jelen az ősbemutatón, azt a kritika és a közönség egyaránt sértésnek veszi”.
Verdi csak rövid időre tért vissza Itáliába, hogy megvásárolja a Sant’Agata-i birtokot Busseto mellett, ahova kiköltöztette szüleit, majd maga is ide jött lakni. Párizsi tartózkodásának oka a Giuseppina Strepponihoz fűződő viszonya volt, aki a komponista életének legfigyelemreméltóbb asszonya és későbbi felesége lett.
Strepponi 1815-ben született a lombardiai Lodiban. A milánói konzervatóriumban tanult énekelni, majd 1835-ben debütált Rossini Matilde di Shabran operájában. Verdi életébe az Oberto kapcsán került be, amikor elvállalta főszerepének eléneklését, abban az időszakban, amikor a zeneszerzőt még nem ismerték. Gyakorlatilag ő protezsálta be akkori szeretőjénél, a főintendánsnál. Karrierje során többször is találkozott Verdivel, akinek hasznos pénzügyi tanácsokat adott. A zeneszerző és az énekesnő kapcsolatának legnyilvánvalóbb bizonyítéka a Jeruzsálem partitúrája, amelyben a szerelmi kettős részben Verdi, részben pedig Strepponi kézírásával szerepel. Tulajdonságaikban kiegészítették egymást: Verdi durva, nyers modorú ember volt, ellentétben Strepponival, aki jó humorú és együttérző. Ugyanakkor a primadonna magasfokú nyelvtudással rendelkezett, aminek bizonyítéka, hogy a későbbiekben férje számára lefordította A trubadúrt és a Simon Boccanegrát. Házasságot azonban csak 1859-ben kötöttek.

### A forradalom szele

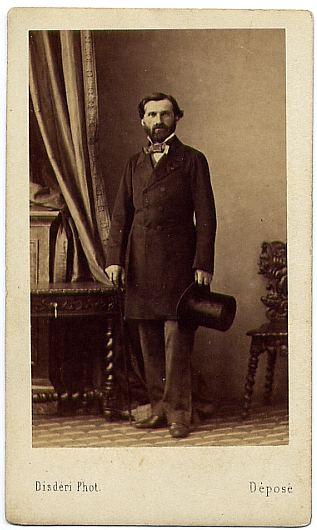
A fiatal Verdi

A forradalom szele elérte az olasz csizmát is: 1848. március 18-án Milánóban felrobbant a puskaporos hordó és öt napig tartó utcai harcok után a lakosság kiűzte az osztrák katonákat a városból. Később Velence is kikiáltotta függetlenségét. Verdi és Strepponi lelkesen támogatták a megmozdulásokat. Az év októberében Verdi himnuszt írt Goffredo Mameli szövegére Suoma la tromba címen, de az Olasz Marseillaise, Mameli másik költeménye, a Fratelli d’Italia lett, amelyet Michele Novaro zenésített meg. Mindezek ellenére az egyesült Itália ügyét leginkább egy operával szerette volna támogatni. Először Guerazzi Firenze ostroma című regényének adaptációjára gondolt, azonban a szövegkönyv megírását besorozása miatt Piave nem vállalta.
Időközben esedékessé vált egy Nápolyban bemutatandó operára kötött szerződése is. Mivel az 1848-as események kibillentették a Verdi által utált Flautót az igazgatói székből, felvetette, hogy az új darab szövegkönyvét Cammarano írja meg, ezzel rendezve szerződéses kötelezettségeit. Az új opera (A legnanói csata) arról szól, miként győzi le a Lombard Liga 1184-ben Barbarossa Frigyest. A darab 1848 őszén és telén született meg Párizsban, bemutatójára 1849. január 27-én volt a római Teatro Argentinában. Február 9-én kikiáltották a Római Köztársaságot, így az opera alkalmi siker lett, de a hadiszerencse fordulásával az opera csillaga is leáldozott.
Amikor eldöntötte, hogy megírja A legnanói csatát a kiadója számára, azt hitte, hogy azzal nápolyi kötelességének eleget tett. A nápolyiak azonban másként gondolkodtak. A San Carlo operaház élére visszakerülő Flauto számonkérte az elmaradt operát Verdin és mivel a Párizsban tartózkodó zeneszerzőre nem tudott nyomást gyakorolni, megfenyegette Cammaranót, hogy a késlekedésért őt terheli majd büntetés. A családfenntartó Cammarano levélben könyörgött Verdi segítségéért, aki beleegyezett a mű megírásába. Témaként Firenze ostromát javasolta, de a királypárti nápolyi cenzorok visszautasították, ezért Cammarano javaslatára Schiller Ármány és szerelem című darabjához komponált zenét. Az új operát, a Luisa Millert 1849. december 8-án mutatták be. Eleinte hűvösen fogadták, de minden egyes előadással népszerűbbé vált. Nápolyi tartózkodása alatt ismerkedett meg Cesare De Sanctis kereskedővel, aki élete végéig egyik legjobb és legmegbízhatóbb barátja maradt és akinek fiát Verdi és Giuseppina tartották keresztvíz alá.

### Híres hősök időszaka
Feleségével együtt házat vásárolt Bussetóban, a Palazzo Dordonit, amivel magára haragította mind a klérust, mind a kisváros lakosságát, hiszen abban az időben elfogadhatatlan volt, hogy bárki is házasságon kívül együtt éljen egy nővel. A problémát tetézte, hogy Giuseppina családi háttere sem volt kimondottan makulátlan, hiszen szerelemgyermeke volt, akit Firenzében neveltetett.
1850-re Verdi már elegendő pénzt keresett ahhoz, hogy annak jövedelméből éljen és ha kedve tartja, visszavonuljon, ahogyan Rossini is tette ennyi idős korában. Ő azonban a munka mellett döntött. Nápolyból új, grandiózus opera tervével tért haza. A Lear király szövegkönyvének megírását Cammarano elvállalta. Ennek híre külföldre is eljutott és többek között felkérték Shakespeare Hamletjének megzenésítésére is, amit elutasított, mondván, „ha a Lear királyt nehéz megzenésíteni, a Hamletet még nehezebb”. Időközben a nápolyiak visszamondták a szerződést, így Verdi a Ricordi zenekiadónak ajánlotta fel a tervezetet. De felkeresték a velenceiek is, akik az 1851-es karneváli szezonra szerették volna leszerződtetni. A téma Souvestre és Bourgeois Stiffelio című darabja volt, amelyet aztán Piave dolgozott át. 1850 júniusára nyilvánvalóvá vált, hogy Cammarano nem tudja befejezni a Lear király szövegkönyvét, így Verdi arra kényszerült, hogy a Stiffeliót ajánlja fel Ricordinak, amelyet végül november 16-án a trieszti Teatro Grandéban be is mutattak. Az opera sikert aratott ugyan, de a kísérő taps érezhetően inkább a jelenlevő szerzőnek, mintsem az operának szólt – vélekedett Verdi, s csalódottan hazautazott.
A velencei La Fenice számára Piavéval közösen új darabon kezdtek el dolgozni Victor Hugo Le roi s’amuse című darabja alapján. Az opera a La maledizione (Az átok) címet viselte, majd Verdi megváltoztatta Rigolettóra. A szövegkönyvet elküldték a velencei cenzoroknak, akik december 1-jén tudatták a zeneszerzővel és a librettistával, hogy a témát teljes egészében betiltották. A velencei hatóságokat elsősorban a király kicsapongásainak színpadi megjelenítése háborította fel. Verdi elsősorban Piavét okolta az esetért, aki időközben a király szerepét hercegre cserélte, mert úgy gondolta, nemesemberek nőügyei könnyebben megbocsáthatók, mint a királyéi, illetve kihagyta azt a jelenetet, amelyben az egyik főszereplőt, Gildát zsákba dugják, mivel az énekesek amúgy is tiltakoztak volna ellene.
Verdi válaszlevelet írt a velencei operaház presidenzájához, amelyben magyarázatot adott minden kifogásra. Végül sikerült kiegyeznie velük, de a kort és a helyszínt kénytelen volt megváltoztatni, az alaphelyzetek és szereplők nagy része viszont maradt. A zeneszerző februárban utazott Velencébe megkezdeni a próbákat. Az ősbemutató Felice Varesivel a főszerepben 1851. március 11-én volt. Verdi eddigi legmerészebb és legforradalmibb operája minden várakozást felülmúló sikert aratott. Az opera Victor Hugónak is tetszett, aki korábban az Ernanit saját drámája ügyetlen utánzatának nevezte. Különösen a harmadik felvonás négyese ragadtatta el. Rossini pedig kijelentette, hogy a Rigoletto az első opera, amelyben a komponista nagysága megmutatkozott számára.
1851 nyarán Verdi egy másik témát ajánlott Salvadore Cammaranónak, aki még mindig a Lear királyon dolgozott: García Guttiérez El trovadorját, amely a zeneszerző szerint tele van szép és erőteljes jelenetekkel. A művet Strepponi ajánlotta a figyelmébe.
Mindeközben Verdi Bussetóban lakott, visszahúzódva a társasági élettől, hiszen a lakosság továbbra sem volt hajlandó elfogadni kapcsolatát Giuseppinával. Decemberben Párizsba utaztak, ahol új szerződést kötött az Operával (A szicíliai vecsernye), ugyanakkor megkapta a francia Becsületrend lovagkeresztjét. Párizsi tartózkodása alatt levelet kapott exapósától, Barezzitől, aki szemére hányta, hogy továbbra is Giuseppinával él. A viszály oka tulajdonképpen az volt, hogy Barezzi úgy gondolta, Verdi eltávolodott tőle, hiszen egyre kevesebb elintéznivalóval bízta meg. Ezen erős hangvételű levélváltás ellenére Barezzi továbbra is szívesen látott vendég maradt Verdi birtokán.

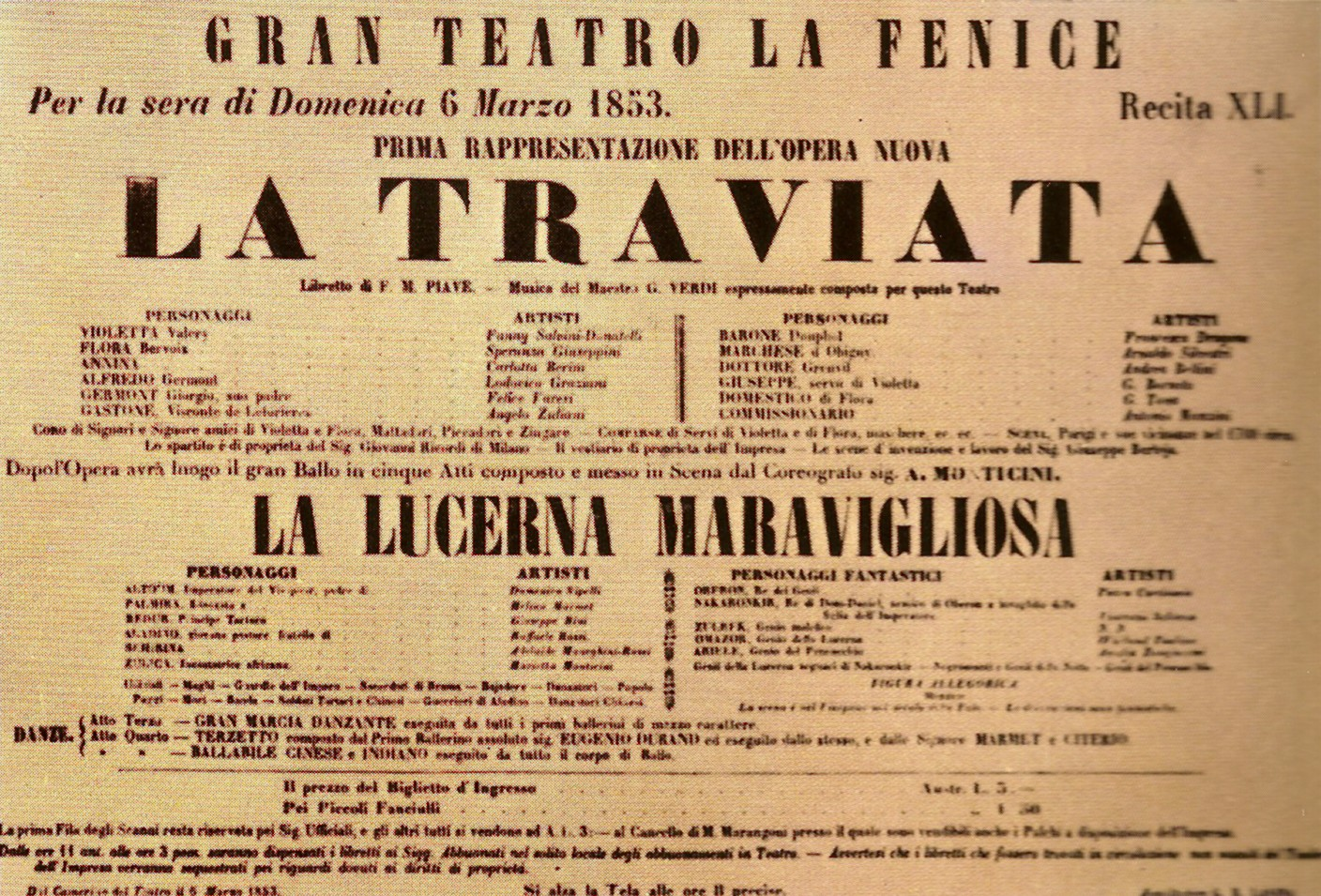
A La traviata bemutatójának plakátja

Párizsi tartózkodása idején látta a Vaudeville színházban Alexandre Dumas A kaméliás hölgy című darabját, amely nyomban megtetszett neki. Verdit nagyjából ekkortájt megkereste a velencei La Fenice vezetősége is, akik a Rigoletto sikerére építve folytatni szerették volna az együttműködést. A zeneszerző elfogadta a felkérést, de témát még nem választott, mert egyelőre A trubadúr színrevitele foglalkoztatta. Cammarano a szövegkönyv befejezése után, 1852. július 17-én meghalt. Verdi nápolyi jóbarátja, De Sanctis segítségével Leone Emanuele Bardare személyében új librettistát talált, akit megbízott Cammarano szövegkönyvének módosításával. Ekkor dőlt el, hogy Leonora azonos rangra kerül Azucénával, a gróf is új románcot kapott. A partitúra nyomtatott változatán – kegyeletből – csak Cammarano neve szerepelt. Időközben a velenceiek aggódva nézték, hogy Verdi még nem jelentkezett ötlettel a következő karneváli szezonra, ezért megsürgették őt. Verdi megkérte Piavét A kaméliás hölgy átdolgozására és szinte biztos volt abban, hogy a velencei cenzorok ezúttal nem emelnek kifogást darabja ellen. Igaza is lett, a cenzorok csupán a darab címének megváltoztatását kérték Amore et morte-ról (Szerelem és halál) Traviatára (a.m. tévútra került nő). Verdi a továbbiakban párhuzamosan dolgozott a két darabon. A trubadúrt 1853. január 17-én mutatták be a római Teatro Apollóban. Az előadás kiemelkedő sikert aratott.
A premier után Verdi visszasietett bussetói birtokára, hogy befejezze a Traviatát. Nyugtalanító híreket kapott a szereplőkről, még Varesiről is, akinek a főszerepet kellett játszania. Szerződésében külön záradék rendelkezett arról, hogy más címszereplőt kereshet, ha Fanny Salvini Donatelli, akit némi vonakodás után felkért, alkalmatlannak bizonyulna. Verdinek azonban kötelessége lett volna 1853. január közepe előtt értesítenie az operaházát kifogásairól, ezt azonban elfelejtette megtenni A trubadúr munkálatai miatt. Levelet írt a La Fenicének, amelyben tudatta a vezetőséggel, hogy a kiválasztott szereplőgárda teljesen alkalmatlan a darabra, illetve, hogy reumája miatt valószínűleg nem tudja időben befejezni a darabot, ezért cserébe felajánlaná A trubadúrt, amely a velencei közönség számára új darab lett volna. A velencei presidenza azonban barátságos, de határozott hangon felszólította a zeneszerzőt, hogy tegyen eleget kötelezettségeinek. „Most kaptam egy üzenetet, hogy ha a tenort és a baritont nem cserélik le, az opera katasztrófa lesz. Tudom, tudom, és be is bizonyítom” – írta egyik levelében Piavénak.
Az opera premierje 1853. március 6-án bukás volt, amelynek okát a zenetörténészek a mai napig vitatják. Valószínűsítik, hogy maga Verdi szervezte úgy, hogy megbukjon a darab. A pünkösdi királysággal ellentétben a Traviata minden előadása megbukott. Egy év múlva azonban felújították és a szintén velencei Teatro Gallóban színre vitték. A zeneszerző öt számon változtatott, de a színház tulajdonosának kérése ellenére sem volt hajlandó megváltoztatni az utolsó felvonás végét, ennek ellenére a szegény bűnös, ahogyan Verdi nevezte Violetta Valéryt, a darab főhősnőjét, megbocsátást nyert a világ szemében, és hamarosan elfoglalta helyét a legkedveltebb Verdi-figurák között.
Verdi vonakodott Giuseppinát magával vinni a premierekre, mert tartott a közönség esetleges rosszallásától, ami adott esetben az előadott opera bukását is jelenthette volna. Az egyetlen hely, ahová mindig ketten mentek, Nápoly volt, messze Észak-Itáliától. 1853 telét is ott szándékozták eltölteni, de a párizsi Operával kötött szerződése miatt a francia fővárosba kellett utazniuk, ahol több mint két esztendeig maradtak. Verdi kapcsolata Bussetóval tovább romlott, annak következtében, hogy védencének, Muziónak a pályázatát a megüresedett városi zenemesteri posztra visszautasították. „Nemo propheta in patria (Senki sem próféta a maga hazájában)” – ezt Verdi többször is hangoztatta élete során.

### Újabb sikerek, pereskedések és második házassága
Verdi és Giuseppina 1853 októberében költöztek be a Rue de Richter 4. szám alá és noha a leszerződött opera kitűzött bemutatójáig még legalább egy év hátra volt, a zeneszerző máris késésben volt, hiszen librettistája, Eugène Scribe nem szállította le a szerződésben kikötött időpontig (1853. június) a szövegkönyvet. Verdi a párizsi szokásokhoz híven grandiózus, történelmi tárgyú operát akart komponálni. Scribe felajánlotta neki a Le Duc d’Albe szövegkönyvét, amelyet eredetileg Donizettinek szánt. Verdi először habozott másodkézből elfogadni a librettót, de végül beleegyezett azzal a kikötéssel, hogy a cselekmény helyszínét Németalföldről Szicíliába helyezik át. A darabot négyről ötfelvonásosra bővítette.
1854-ben Verdi Franciaországban maradt és vidéki házat bérelt, Mandres-les-Roses-ban. Ideje legjavát a politikai helyzet kipuhatolózásával töltötte, mert a franciák nem tekintettek bizalommal a Mazzini-pártiakra. Ez abban is meglátszott, hogy a párizsi világkiállításon az olaszok mindössze egy díjat szereztek, mégpedig a toszkánai Ricasoli báró boraiért, továbbá a francia köztudatban az élt, hogy az egykoron irányadó itáliai művészet hanyatlásnak indult. Verdi ennek megfelelően gőgös, zárkózott és bizalmatlan maradt egész franciaországi tartózkodása alatt.
Új operájának előkészítése mellett a régiekkel is foglalkozott. Felújította a Traviatát, amely aztán Velencében a Teatro Gallóban távollétében nagy sikert aratott. Újra színre akarta vinni A legnanói csatát és tovább foglalkoztatta a Lear király. Cammarano halála után Antonio Somma velencei ügyvéd és műkedvelő kapta meg a szövegkönyv befejezésének lehetőségét.
1854 szeptemberére elkészült új operájának négy felvonásával. Októberben megkezdődtek a próbák, de azonnal abba is maradtak, hiszen a főszereplő, Sophie Cruvelli, korának egyik leghíresebb énekesnője eltűnt. Verdi a felmentését kérte szerződéses kötelezettsége alól, hiszen úgy értékelte, az operát nem sikerül időben és kellő minőségben színpadra vinnie. Időközben előkerült Cruvelli, aki saját bevallása szerint menyegző előtti mézeshetekre utazott el, de meghagyta valakinek, hogy értesítse az igazgatóságot távollétéről. Az esetből hatalmas botrány kerekedett, s az operaház intendánsának állásába került. Verdi továbbra is szorgalmazta szerződése felbontását, legfőbb indokként ezúttal azt hozta fel, hogy Scribe nem hajlandó kívánságai szerint módosítani a szövegkönyvet és nem veszi ki a történetből a szicíliaiakra rossz fényt vető jeleneteket. Minden próbálkozása ellenére kénytelen volt megírni a darabot, amelyet 1855. június 13-án bemutattak. Az opera kedvező fogadtatásban részesült és tisztességes számú előadást ért meg, többet, mint amennyi a szerződésben elő volt írva, de nem került be a grand opéra repertoárba, mint Meyerbeer Ördög Róbertje, Halévy Zsidónője vagy Rossini Tell Vilmosa.
Az opera bemutatója után is Franciaországban maradt, elsősorban azért, hogy jogainak érvényt szerezzen a Théâtre-Italienben, ahol több operáját is játszották kalózváltozatban. Hosszas és erőteljes hangú levélváltás után sikerült kiegyeznie a színház igazgatójával, sőt beleegyezett A trubadúr színrevitelébe is, ha a színház biztosítja a megfelelő énekeseket. Verdinek nem csak Franciaországban voltak problémái operáinak kalózváltozataival: Portugáliában például a Giovanna D’Arcót Giovanna di Guzman címmel, Németalföldön A legnanói csatát pedig Haarlem ostroma címen játszották.
További franciaországi tartózkodása alatt megbeszéléseket folytatott a párizsi Opéra igazgatójával A trubadúr esetleges színreviteléről. Ennek szövegkönyvét Émilien Pacini le is fordította franciára. Megállapodás azonban nem született. Verdi december elején visszatért Itáliába, első ízben úgy, hogy nem volt szerződési kötelezettsége.
Hazatérése után is az foglalkoztatta, hogy érvényt szerezzen szerzői jogainak. Először Tito Ricordinak, Giovanni fiának rótta fel, hogy apja előnytelen feltételekkel adta el műveit, másodsorban pedig felkérte Ercolano Balestra ügyvédet, segítsen tető alá hozni egy megállapodást Parma és Anglia között, mert a szigetország sajátos törvényei szerint szerzői jog csak brit állampolgárokat illetett meg. Sőt az is megfordult a fejében, hogy angol állampolgárságért forduljon jogai érvényesítése érdekében.
A korábban köztársaság-párti Verdi 1856-ban már a Szárd Királyság alatt egyesülő Itália pártolója lett elsősorban gyakorlati okokból, hiszen II. Viktor Emánuel országa már rendelkezett megállapodással Angliával a szerzői jogokat illetően. 1856. február 9-én megkapta a Santi Maurizio e Lazaro rend lovagkeresztjét a királytól. Idejét Bussetóban töltötte, ahol további telkeket vásárolt. Három munka foglalkoztatta: a Stiffelio átdolgozása Piavéval, A legnanói csata felújítása Bardaréval és a Lear király befejezése Sommával. Bardare szövegkönyve nem nyerte el a zeneszerző tetszését, ezért a tervet félretette. A Stiffeliót nem sikerült befejezni, mert Piavét időközben a La Fenice rendezőjévé nevezték ki. Piave a téli hónapokra Velencébe invitálta Verdit, ő azonban lemondta, mert köztudottan nem szerette a várost téli időszakban, viszont elküldte a fiatal rendezőnek a párizsi Opéra által összeállított segédletet A szicíliai vecsernyéhez, ezzel segítve munkáját. Március közepén Verdi elutazott a lagúnák városába, ahol részt vett a Traviata egyik nagy sikerű előadásán. A nyár folyamán Piave viszonozta a látogatást. A Sant’Agata-i birtokon való tartózkodása ideje alatt megpróbálták tető alá hozni a Stiffeliót. Az őszi bemutatóra azonban nem sikerült befejezniük. Közben Verdi újabb felkérést kapott a La Fenicétől. A májusban aláírt szerződés nem említette a témát, és nem tudni miként esett a zeneszerző választása García Gutiérrez Simon Boccanegra című darabjára. Valószínűleg Giuseppina hívta fel rá a figyelmét.
Eközben Párizsban A trubadúr átütő sikere után az igazgató tervbe vette a Traviata és a Rigoletto színrevitelét is. Verdi azonban arra kérte párizsi kiadóját, Escudier-t, hogy tartsa vissza a partitúrákat, mert úgy érezte, ha nem irányítja személyesen az előkészületeket, az opera megbukik. Az igazgató kalózkiadások segítségével mégis színre vitte a darabokat. Verdi ezért beperelte, de veszített.
A párizsi események miatt komoly késései lettek a Simon Boccanegra megírásában. Mivel Piave Velencéhez volt kötve, nehéznek bizonyult a gyors és hatékony kommunikáció kettejük között, ezért Verdi úgy döntött, hogy egy helyi fiatalembert, Giuseppe Montanellit kér meg a szövegkönyv véglegesítésére. Az anekdoták tanúsága szerint Verdi leküldte Piavénak a kész szövegkönyvet ezzel a megjegyzéssel: „Itt a Boccanegra szövegkönyve, rövidítve és többé-kevésbé, szükség szerint megváltoztatva. Ráírhatod a neved, vagy sem, ahogy tetszik. Ha sajnálod a dolgot, én is sajnálom, talán még jobban mint te, de újra csak azt mondhatom, meg kellett lennie.”
A Simon Boccanegrát végül 1857. március 12-én mutatták be a Teatro La Fenicében. A darab megbukott: a zenetörténészek ezt a cselekmény és a librettó hibáinak tudják be, a zene újdonságát, kísérleti jellegét azonban nagyra tartották. Ez az opera Verdi egyik legsikertelenebb szerzeménye volt: később a firenzei bemutatón kinevették, Milánóban szintén katasztrofális fogadtatásban részesült.
1857 nyarára elkészült a Stiffelio átdolgozott változata, az Aroldo, amelynek premierjét a rimini Teatro Nuovóban kedvezően fogadta a közönség. A sajtó lelkesedése ellenére is, ez a darab még inkább feledésbe merült, mint a Boccanegra. Ma is ez a legritkábban játszott Verdi-opera.
Az 1858-as karneváli szezonra új témát keresett. Megtetszett neki Scribe III. Gusztávja, de gondolkodott a Simon Boccanegra és az Aroldo felújításán, valamint A legnanói csata ismételt színrevitelén is. Végül Scribe darabja mellett döntött, amelyet a cenzorok kérésére Az álarcosbál címen íratott meg. A szövegkönyv megírására Antonio Sommát kérte fel. Mivel a librettista nem volt hajlandó Bussetóba utazni, a szövegkönyv hosszas levelezések eredményeként született meg. A nápolyi cenzúra közbeavatkozására a darab szereplőit és a cselekmény színhelyét is meg kellett változtatni. Verdi 1858. január 14-én Nápolyba utazott, ahol részt vett A szicíliai vecsernye átkeresztelt változatának, a Batilde di Turenne előadásán. Az előadás sikerét azonban beárnyékolta a librettó körüli huzavona. A cenzorok és a San Carlo operaház házi librettistája teljesen átírták a szövegkönyvet Adelia degli Animali címen. Verdi két lehetőséget ajánlott fel az operaház igazgatóságának: vagy szabadítsák fel szerződéses kötelezettségei alól vagy pereljék be. Az igazgatóság az utóbbi mellett döntött, de a pert végül Verdi nyerte egy rátermett ügyvéd segítségével, aki bebizonyította, hogy a két librettó különbözik egymástól, így Verdi magával vihette Az álarcosbál partitúráját.
A nápolyi per jóformán még el sem dőlt, amikor Verdi már írt a római Teatro Apollo igazgatójának, figyelmébe ajánlva új darabját. Fogadtatását illetően túlságosan is optimistának bizonyult, hiszen a római cenzúra is a nápolyihoz hasonló ellenállással fenyegetett. Verdit Donizetti sógora, Antonio Vaselli ügyvéd segítette a cenzorokkal vívott csatájában. Mivel helyszínként egész Észak-Európa tiltott terület volt, Verdi Észak-Amerikát javasolta az angol uralom idején. A darabot 1859. február 17-én mutatták be. Átütő sikert aratott, és a további előadások egyre zsúfoltabb házak előtt zajlottak. Az előadásra szokatlan módon Giuseppina is elkísérte Verdit. Ez volt az utolsó alkalom, hogy Giuseppina Strepponi kétes minőségben kísérte utazásán a zeneszerzőt. 1859. augusztus 29-én Collonges-sous-Salève-ben, Annecy mellett egybekeltek. Gyermekük nem született, de örökbe fogadták Verdi egyik unokatestvérének árvaságra jutott gyermekét, Maria Filoménát, így ő lett a Maestro egyetlen örököse a Casa mellett.

### Viva V.E.R.D.I.

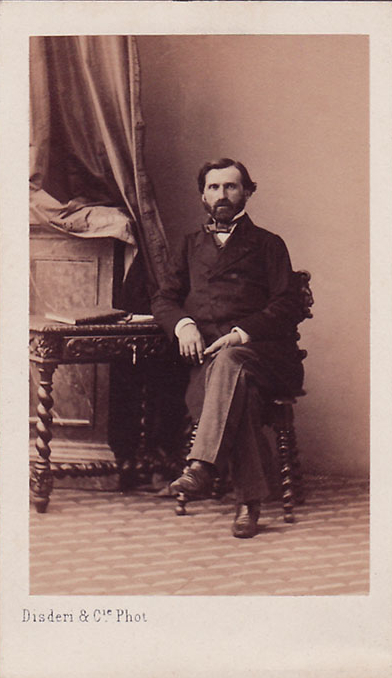
Az 1850-es években

Az 1850-es évek végére az Itáliai-félszigeten egyre riasztóbban fokozódott a nyugtalanság. Az 1848-as forradalom után Rómában és Nápolyban brutális módszerekkel állították vissza a régi rendet. Nem történt ez másképp a kisebb észak-olaszországi tartományokban sem, amelyek továbbra is a francia, illetve osztrák érdekek ütközőzónájában feküdtek. Mazzini köztársaság-eszménye feledésbe merült, azonban az olaszok egyre inkább egy, Viktor Emánuel, szárd-piemonti király alatt egyesített királyságban bíztak.
A háború ideje alatt Verdi tele volt lelkesedéssel. Csodálta a francia császárt, III. Napóleont, aki a piemontiakat támogatta, de elhárította a felkérést, hogy himnuszt írjon dicsőítésére. Viktor Emánuel tiszteletére sem írt himnuszt, de pénzügyileg támogatta annak az ágyúnak az öntését, amelyet a bussetóiak ajándékoztak a királynak.
A risorgimento következményeként számos észak-olaszországi kis városállam Piemonthoz csatlakozott, egyedül a pápai állam és a Két Szicília Királysága maradtak még az önálló államok táborában, de a Giuseppe Garibaldi vezette seregek véres harcok során, 1861-re mindkét államot meghódították. Verdi 1859-ben, rövid ideig, Busseto képviselője lett a torinói parlamentben, amelynek megnyitóján három általa komponált operarészlet hangzott el.
Minthogy Verdi a nép szemében azonos volt Itália szabadságának ügyével, megszületett a híres Viva V.E.R.D.I.! felkiáltás, amely a risorgimento egyik fő jelszava lett. A legendák szerint Nápolyban kapta meg rejtett jelentését: Viva Vittorio Emanuele Re d’Italia, azaz Éljen Viktor Emánuel, Olaszország királya. Rá esett a választás, hogy Busseto lakosságát képviselje a torinói parlamentben.
Ezekben a forradalmi években a komponálás csekély szerepet játszott Verdi életében, kedvenc időtöltése a vadászat, kertészet és kéziratok gyűjtése volt. Ebben az időszakban Léon Escudier francia zeneműkiadó a zeneszerzőt az Académie Française tagságára jelölte. Felkereste Temistocle Solera is, aki egy sor kétes szerelmi kaland után tönkrement, és a zeneszerző segítségét kérte. Verdi kisegítette pénzzel, de nem támogatta a torinói Gazzeta Ufficiale szerkesztői állásának megszerzésében. Solera végül Firenzében telepedett le, ahol élete végéig egy antikváriumot vezetett. 1870-ben Verdi meglátogatta, és Solera mindössze azt rótta fel a mesternek, hogy „átpártolt Piavéhoz”.

### Oroszországban
A következő felkérés Szentpétervárról érkezett. Verdi jó barátja, Enrico Tamberlick tenorista közbenjárására a Cári Színház felkérte egy opera megírására az 1861-62-es évadra. A téma, amit először választott (a Victor Hugo jegyezte Ruy Blas), a cári cenzorok számára elfogadhatatlan volt. Végül Giuseppina közbenjárásával Angel Saavedra Don Alvaro, o La fuerza del sin drámája mellett döntött. Verdi felvázolt egy forgatókönyvet, amelyet elküldött Piavénak, hogy írjon hozzá librettót. A szövegkönyv rövid idő alatt, 1861 augusztusa és novembere között elkészült, A végzet hatalma címmel. A kiválasztott énekesek megbetegedése miatt azonban a darab színre vitelét végül a következő operaszezonra halasztották. A premierre 1862. november 10-én került sor.

### ANemzetek himnuszátólaDon Carlosig

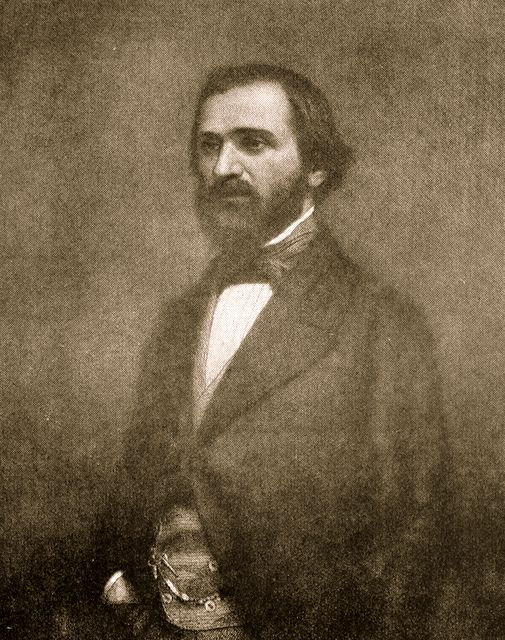
Verdi az 1860-as években

Verdit nem érintette különösebben A végzet hatalmának elmaradása, mert felkérést kapott az 1862-es londoni világkiállításon tartandó nagyszabású koncertre, amelyen Európa négy vezető nagyhatalma egy közös zenei kompozícióval állt a nagyközönség elé. Franciaországot Auber, a Poroszországot Meyerbeer, Angliát Sterndale Bennett, Olaszországot pedig Rossini képviselte volna, aki betegsége miatt visszautasította a felkérést, így a választás Verdire esett, ő pedig egy kantáta megírása mellett döntött. Ennek szövegét Arrigo Boito, egy húszéves milánói költő szolgáltatta. A koncertet végül Verdi darabja nélkül tartották meg, arra hivatkozva, hogy a zeneszerző nem küldte be a darabot és különben is, hangszeres művet kértek, nem vokálisat. A The Timesnak adott interjújában Verdi megvédte magát mindkét váddal szemben, majd James Henry Mapleson közbenjárására május 24-én a Her Majesty’s Theaterben elhangzott az Inno delle Nazioni (Nemzetek himnusza) teljes változatában. Becsületének megvédése után Verdi visszatért Párizsba, majd onnan Szentpétervárra utazott operájának bemutatására. A végzet hatalmának vegyes fogadtatása volt, ami részben magyarázható a külföldiek iránti ellenszenvnek, részben pedig az orosz zenei nacionalizmusnak, amely a hazai szerzőket és a nemzeti témákat preferálta. Verdi továbbutazott Spanyolországba, ahol szintén színre vitték a darabot, majd pedig Párizsba, ahol kevés sikerrel ismét A szicíliai vecsernyét.
Két éven át tartó utazgatás után Verdiék hazatértek Itáliába. A milánói élet közben jelentős változáson ment keresztül, felütötte fejét a radikális művészeti mozgalom, a scapigliatura milanese (a kócosak), akik a hagyományos értékek megdöntését tűzték ki célul, és nem utolsósorban a Manzoni-féle keresztény-liberális értékeket. A milánói kócosak egyik kiemelkedő egyénisége Arrigo Boito lett, aki a Nemzetek himnuszának szövegkönyvét írta Verdi számára. Verdi ellenszenvét elsősorban az váltotta ki, hogy a zenekonzervatórium vezetősége támogatta ezt az újító mozgalmat és az egészet csak tetőzte Piave pályázatának visszautasítása a drámaköltészeti professzori állásra, a zeneszerző mindennemű közbenjárása ellenére.
A következő évben Verdi ismét a párizsi operaháznak dolgozott. Előbb a Traviata francia nyelvű változatán, majd kedvenc operáján, a Macbeth átdolgozásán. Ez utóbbit jelentősen átkomponálta és a párizsi követelményeknek eleget téve egy balettel is megtoldotta. Az 1865. június 7-i premier azonban nem volt átütő siker.
Bussetóban ismét összetűzésbe került a város lakosságával. 1859-ben a városvezetőség elhatározta egy kis színház építését, amely a pénztelenség és háború miatt csak 1865-re lett kész. A város leghíresebb szülöttének tiszteletére Teatro Giuseppe Verdinek nevezték el, azonban elvárták tőle, hogy a megtiszteltetésért cserébe pénzügyileg támogassa az intézményt. Hosszas huzavona után Verdi elfogadta az ajánlatot, és egy tízezer líráról szóló csekket állított ki a nevét viselő színház számára. Noha fenntartottak számára egy páholyt, a zeneszerző soha sem lépett be az intézmény ajtaján. Giuseppina ekképpen ír az esetről: „Coppolának, a szerény képességű, közepes zeneszerzőnek Catania polgárai 1227 frank értékű aranyérmét nyomtattak, hogy kifejezzék afölötti örömüket, hogy tizenöt év távollét után hazatért. Giuseppe Verdit, aki az egész világot betöltötte zenéjével, Busseto polgárai mindenféle aljassággal jutalmazzák meg”. Ez az eset részben hozzájárult, hogy Verdi ismét egy párizsi felkérést fogadott el, hiszen mindvégig úgy tartotta: „az olaszok nem becsülik meg kellőképpen”.
Párizsi tartózkodása idején úgy döntött, új operáját Schiller Don Carlos című drámájára alapozza. A szövegkönyvet Camille du Locle írta. Az első felvonást még a francia fővárosban írta meg, majd visszatért birtokára, Sant’Agatára. Időközben az olaszországi politikai helyzet jelentősen megváltozott. Olaszország békeszerződést kötött Poroszországgal és hadat üzent Ausztriának. Noha a poroszok északon folyamatos sikereket értek el az osztrákok ellen, az olaszok nem osztották szerencséjüket. Verdi tanácstalan volt, hogy meneküljön-e Párizsba, vagy tegyen eleget hazafias kötelezettségeinek és maradjon az országban. Miután azonban a poroszok és az osztrákok megkötötték a békeszerződést, amelyben lemondtak többek között Venetóról, Verdi az otthonmaradás mellett döntött. Genovába utazott egy lakásról tárgyalni a Palazzo Sauliban (ez a későbbiekben téli lakhelyük lett). A párizsiak azonban felszólították, hogy mielőbb tegyen eleget szerződéses kötelezettségeinek, ezért kénytelen volt visszautazni a francia fővárosba.
A Don Carlost 1867. március 11-én mutatták be. Annak ellenére, hogy a szakmabeliek elismerően nyilatkoztak róla, mondván, új korszakot nyitott a zeneszerző pályafutásában, az opera nem aratott nagy sikert. Verdi a későbbiekben megpróbálta Olaszországban is színre vinni a művet, de az terjedelme (öt felvonás) miatt csekély sikert hozott. 1867 végén a Don Carlos átdolgozott változatát előadták Bolognában is, ahol óriási sikert aratott. 1868 első hónapjaiban a milánói Teatro alla Scalában is bemutatták, de itt csak mérsékelt sikere volt.
1867. január 15-én meghalt a zeneszerző apja, Carlo Verdi, majd júliusban fiatalkori támogatója, Antonio Barezzi. 1867 decemberében Piavét szélütés érte, aminek következtében élete végéig beszéd- és mozgásképtelen maradt. Verdi azonnal felajánlotta segítségét a költő feleségének és lányának, és a költő javára kiadandó Piave-album érdekében közbenjárt Aubernél, Frederico Riccinél és Mercadanténál is. Sőt kérését Wagnernek is elküldte, aki tudvalevőleg Verdi zenéjének legnagyobb ellenzője volt.

### A Rossini-rekviem

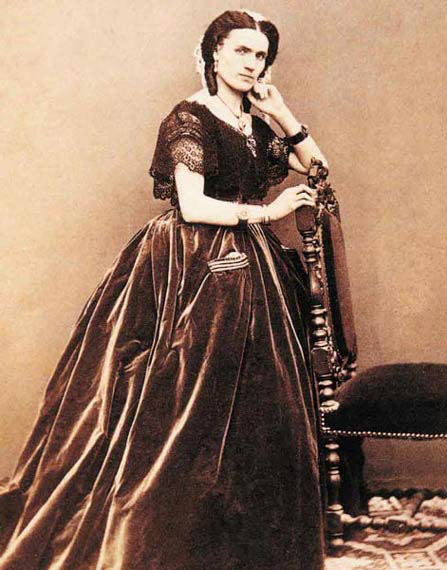
Teresa Stolz

Az 1868-as év legnagyobb sikereként könyvelte el, hogy sikerült átdolgoznia A végzet hatalma című operáját, amelyet aztán nagy sikerrel 1869. február 27-én a Scalában színre vitt. Az előadás után Verdi és egyik legodaadóbb barátja, Mariani (az előadás karmestere) viszonya fokozatosan megromlott. Az ok valószínűleg a csehországi születésű Teresa Stolz fiatal szoprán megjelenése volt, akit a karmester 1868-ban feleségül vett. A nő felkeltette Verdi érdeklődését is olyannyira, hogy nem akarta meghívni feleségét, Giuseppinát A végzet hatalma próbáira, amelynek főszerepét a szoprán énekelte. Verdi minden bizonnyal neheztelt a sorsra, hiszen már ötvenes éveiben járt, ezenkívül felesége is korán megöregedett. Teresinában felfedezni vélte az életéből hiányzó vitalitást és a makulátlan vokális technikát. Verdi úgy találta, hogy a szintén idősödő Mariani mellé nem méltó feleség Stolz és irigysége elvezetett a kettejük közötti baráti kapcsolat megromlásához.
A legnagyobb nézeteltérés Rossini halálával kapcsolatos, aki 1868. november 13-án halt meg. Temetése évfordulójára szülővárosában, Pesaróban különleges programmal készültek és felkérték Marianit Cherubini d-moll Rekviemjének vezénylésére. Rossini ifjúkorának helyszínén, Bolognában is készültek emlékező ünnepséggel, amelynek szervezésével Verdit bízták meg, aki tervbe vette, hogy rekviemet rendel az összes élő zeneszerzőtől úgy, hogy mindenki egy-egy részletet ad hozzá. A darab a nyár végére készen állt, viszont a bolognai kórus nem bizonyult megfelelőnek. Ekkor Mariani felajánlotta a pesarói kórus segítségét, amit Verdi azonban éles hangú levélben visszautasított. Mariani lemondott a vezénylésről, így a gyászmise terve romokban hevert. Verdi akkori kiadója, Giulio Ricordi felajánlotta, hogy adják elő Milánóban, de a zeneszerző úgy érezte, az nem lenne méltó Rossinihoz.
A Mariani és Verdi közötti levélváltás 1870 elején indul újra egy genovai közös barát közbenjárására. Verdi hűvösen fogalmazott, Mariani pedig félénken, alázatosan. 1870 nyarán egy levélben megírta Verdinek, hogy Loretóba megy, a csodatevő Szűzanya segítségét kérni, mert súlyos beteg. A brutális és humoros válasz és egyben utolsó levél azonban nem Verdi, hanem Giuseppina keze írásával érkezett, aki valószínűleg tudott férje vonzalmáról az asszony iránt és valószínűleg a karmestert okolta, hogy a nő betört az életükbe. Teresa Stolz, Strepponi mindenféle közbenjárása ellenére Verdi egyik legjobb barátja maradt, gyakran énekelte operáinak főszerepét, sőt a Sant’Agata-i birtokon is megfordult több alkalommal.

### A Szuezi-csatorna megnyitása:Aida

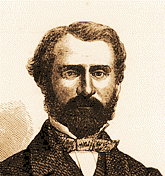
Verdi az 1870-es évek elején

Verdi következő megbízása Egyiptomból érkezett, 1869-ben. Az alkirály színházat szándékozott nyitni a Szuezi-csatorna megnyitásának megünneplésére és mivel nagy rajongója volt a zeneszerzőnek, felkérte a nyitódarab megírására. Verdi először elhárította a felkérést, és csak azután kezdett komolyan foglalkozni az ötlettel, miután elolvasta Auguste Mariette francia egyiptológus és Camille du Locle levelét, amely szerint ha őt nem érdekelné a dolog, talán majd Gounod-t vagy Wagnert érdekelni fogja. Mivel Verdi mindkét zeneszerzőt riválisának tekintette, inkább aláírta a szerződést. A történetet Auguste Mariette írta, majd Antonio Ghislanzoni dolgozta át verses szövegkönyvvé. Du Locle mindvégig közvetített. A szereposztás előkészületei 1870 őszén kezdődtek. A politikai események azonban meghiúsították a terv kivitelezését: Franciaország hadat üzent Poroszországnak és váratlan vereséget szenvedett. Novemberben a francia főváros, benne az Aida jelmezeivel és díszleteivel ostrom alatt állt. Ezt az időt Verdi a darab csiszolására és finomítására használta fel, többek közt ekkor írta hozzá az O patria mia című Radames-románcot is.
Figyelmét időközben két zenei esemény foglalta le: Nápolyban meghalt Mercadante, üresen hagyva a helyi konzervatórium igazgatói székét. A komponistát felkérték, foglalja el az állást, de ő visszautasította, mert úgy gondolta, hogy függetlenségét kell majd feláldoznia, hiszen a zeneoktatás folyamatos ottlétet és felügyeletet igényelt volna. A másik esemény Firenzéhez kötődött, amely akkor az Olasz Királyság fővárosa volt. Nem nagy örömmel ugyan, de beleegyezett, hogy részt vegyen abban a bizottságban, amely a konzervatóriumi oktatás megreformálását tűzte ki célul. Verdi úgy vélekedett, hogy a konzervatóriumok nem biztosítanak megfelelő zenei képzést, és az igazi nagyok (Rossini, Bellini) valójában annak ellenére lettek naggyá, amit ott tanultak. Inkább arra buzdította a bizottságot, hogy a színházakat támogassák.
1871 novemberében Milánóban bemutatták a Lohengrint. Verdit bosszantotta az előadást övező reklámhadjárat, mivel zenei körökben is kész tényként kezelték rossz viszonyát Richard Wagnerrel. Ennek ellenére inkognitóban elment az előadásra, és egy ott kapott szövegkönyv oldalára feljegyezte benyomásait. Az előadás tetszett neki, de (már csak büszkesége miatt is) langyosan nyilatkozott róla. Idővel azonban megenyhült a Lohengrin iránt, majd halála előtt egy évvel csodálattal nyilatkozott a Trisztán és Izoldáról, Wagner másik operájáról.
1871 decemberében esedékessé vált az Aida kairói bemutatója, majd februárban a milánói. A kairói szereposztást Drahnet bej szervezte, aki Marianit és feleségét, Teresinát próbálta felkérni a darab vezénylésére és a főszerep eléneklésére. Verdi kezdetben ellenezte az ötletet, de mivel úgy tervezte, nem jelenik meg Kairóban, jóváhagyta azt. Végül Mariani volt az, aki visszamondta a felkérést. Kettejük utolsó, véletlen találkozására a Lohengrin bemutatójának idején, a bolognai vasúti pályaudvaron került sor, ahol Mariani megpróbált segíteni a zeneszerzőnek felpakolni csomagjait, de az kurtán leintette.
Az 1871. december 24-én, Kairóban bemutatott Aida nagy sikert aratott, de ennek ellenére Milánó számára a darabot mégis jelentősen megváltoztatta. Az eredeti partitúrát azonban nem semmisítette meg, így azt később elő lehetett adni, ahogyan azt 1940-ben Toscanini tette Amerikában. A milánói előadás is siker volt. A közönség lelkesedett ugyan, de a kritikusok akadékoskodtak, és elsősorban Wagner, Gounod és Meyerbeer Verdire gyakorolt hatását nehezményezték.

### Manzoni halála

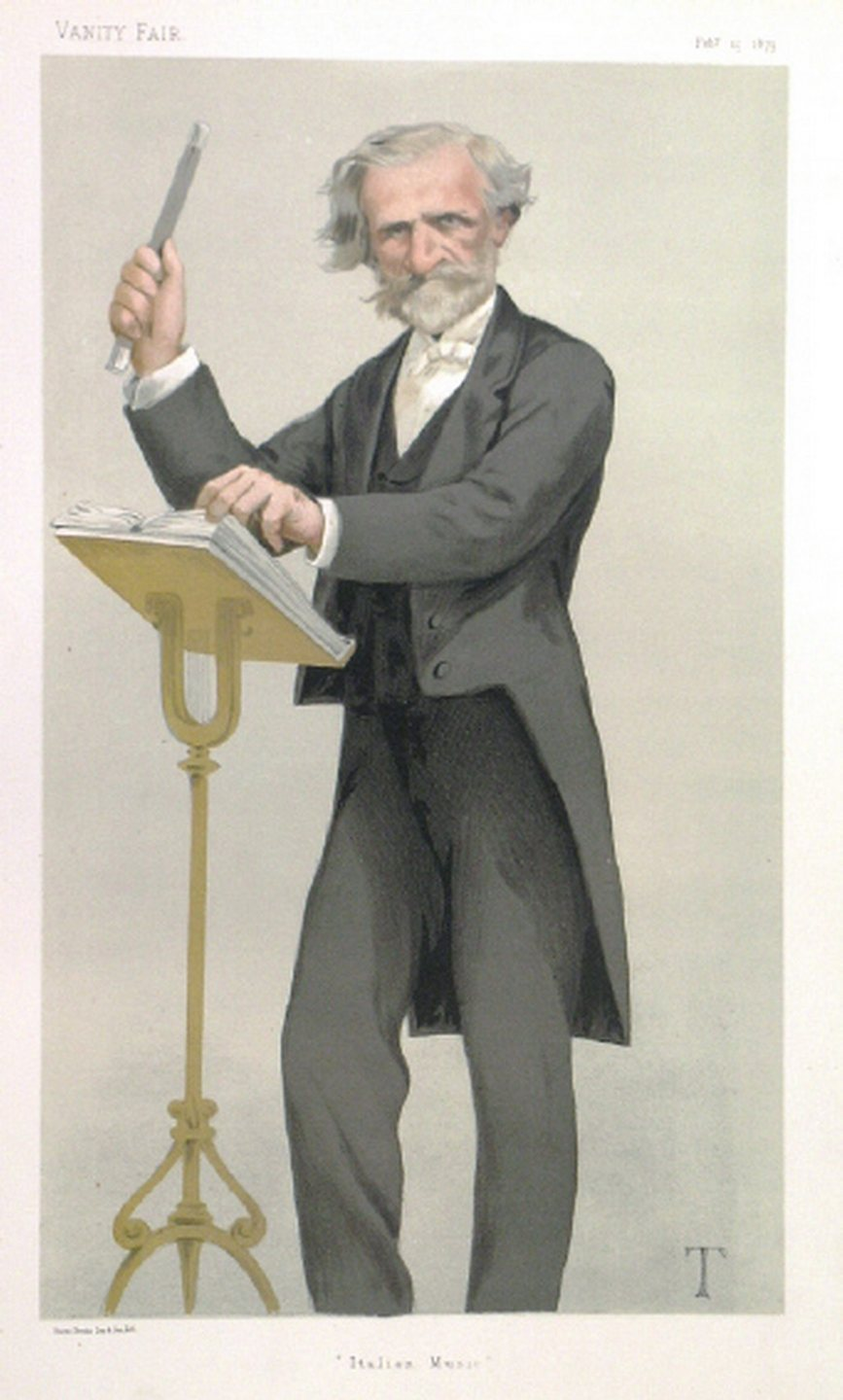
Verdi 1879-ben, a Vanity Fair címlapján

1873. május 22-én, nyolcvannyolc esztendős korában elhunyt Alessandro Manzoni. Verdi nyomban bejelentette kiadójának, Ricordinak, hogy gyászmisét komponál tiszteletére, amelyet az évfordulón való előadásra szán. Június 25-én Giuseppinával Párizsba indult, hogy a Rekviemen dolgozzon. Közben értesült Mariani haláláról is, de a hír hidegen hagyta. A gyászmise szeptember végére készen állt, de a próbák csak 1874 májusában kezdődtek meg. A milánói városi tanács sokallta a megemlékező ünnepségre szánt pénzösszeget és csak Arrigo Boito közbenjárásával (aki szintén tanácstag volt) sikerült a szükséges összeget megszerezni. Az előadás előtt Hans von Bülow egyházi ruhába bújtatott operának titulálta Verdi művét, de erre rácáfolt annak sikere. Az előadást Párizsba is elvitték, ahol szintén nagy sikert aratott. Párizsi tartózkodása alatt néhány napra Londonba utazott, ahol megegyezett arról, hogy a Rekviem 1875-ös bemutatója az akkor világcsodának számító Royal Albert Hallban legyen. Az ezt követő években a művet Olaszország és Európa több jelentős színházában is bemutatták.
Ezt követően Verdi komponista-élete háttérbe szorult, mivel inkább pénzügyi problémái foglalkoztatták. 1876-ban a párizsi Opéra Comique Bizet Carmenjének bukása miatt csődbe került, így igazgatója és egyben Verdi barátja, Camille du Locle képtelen volt visszafizetni a zeneszerzőtől korábban felvett 48 000 líra értékű kölcsönt. Pénzének visszaszerzésére Verdi ügyvédhez fordult, de a perre nem került sor, valószínűleg még előtte sikerült megállapodniuk.
Francia kiadójával, Escudierrel is felbontotta baráti viszonyát. Azt nehezményezte, hogy a francia hanyagul foglalkozott az Aida és A végzet hatalma párizsi Théâtre-Italien-beli bemutatóival, így azok rendre kudarcot vallottak. A zeneszerzőnek nem sikerült visszaszereznie pénzét, mert a színház a következő évben csődbe ment, Escudier pedig 1881-ben meghalt. Miután halálhíréről értesült, Verdi azonnal pénzt küldött Escudier özvegyének, akivel üzleti kapcsolatuk a színház csődje ellenére fennmaradt. Végül nápolyi barátjával, De Sanctisszal is megszakította a kapcsolatot, miután az is adósa maradt. Ettől kezdve csak Giuseppina látta el a keresztszülői teendőket.
Az 1870-es évek végére Verdiből zsémbes, beteges öregember lett. Folyton kételyeinek adott hangot a világ eseményeivel kapcsolatban, nem értette a gazdasági recessziót, kétségbe ejtették a támogatás nélkül maradt színházak bezárásának hírei. Idejét utazással töltötte. Bejárta Németországot, Hollandiát, visszatért Párizsba, majd ellátogatott Monte-Carlóba is. 1878 végén hatalmas tapsvihar követte a milánói Scalában színre vitt Don Carlost, amelyet maga Verdi vezényelt, de a sikert az egyre inkább eluralgó depressziója miatt keserűséggel fogadta.>

### Az utolsó sikerek: azOtelloés aFalstaff

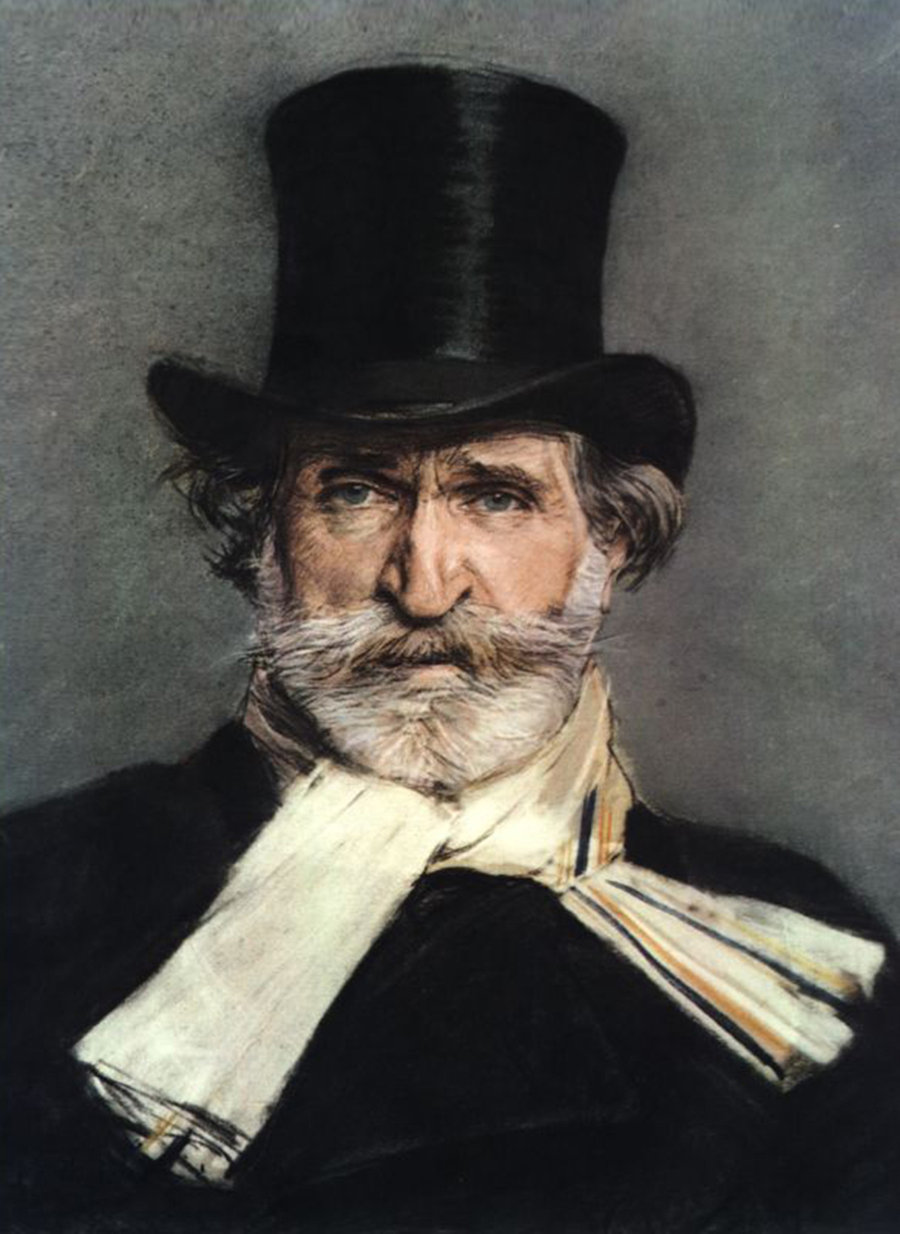
Verdi 1886-ban

Az 1879-es évet Verdi karitatív tevékenységgel kezdte: Milánóban a Rekviemet vezényelte, ennek bevételeit a tavaszi olaszországi árvizek kárvallottjainak megsegítésére költötte. Az előadást követően Verdi kiadója, Ricordi társaságában vacsorázott, aki véletlenül megemlítette neki, hogy Arrigo Boito Shakespeare Othellójának drámáját próbálja szövegkönyvnek átírni. Verdi érdeklődést mutatott a darab iránt, így másnap Ricordi és Boito a zeneszerző birtokára látogattak a szövegkönyv vázlatával. Verdi, aki mindvégig csokoládétervnek nevezte a darabot, ráállt annak megzenésítésére. Boito novemberig befejezte a szövegkönyv megírását. Előtte azonban Verdi felkérést kapott a párizsi operától, hogy vezényelje az Aidát. A balettel megtoldott első előadás 1880. március 22-i sikerével kiérdemelte a francia Idegenlégió tisztje kitüntetést. Ekkortájt Bécsben megválasztották a Gesellschaft der Musikfreunde tiszteletbeli tagjává, Olaszországban a királytól megkapta a Nagykereszt lovagja címet. 1880 áprilisában két jótékonysági koncert keretén belül a milánói Scalában bemutatták Pater noster és Ave Maria kamaraműveit.
Mivel időközben Boitót is elszólították szerződéses kötelezettségei, az Otello színrevitele tovább csúszott. Legközelebb 1880 szeptemberében találkoztak ismét, amikor a központi téma az utolsó felvonás fináléja volt. Mielőtt azonban nekiállt volna a darab komponálásához, egy próbamenetet tartott, mégpedig a Simon Boccanegra átdolgozásával és felújításával. Noha az átdolgozott darab zajos sikert aratott, alig lett népszerűbb az eredeti változatnál.
Az elkövetkező három évben az Otello ügye kisebb-nagyobb megszakításokkal haladt a megvalósítás felé, részben Boito kötelezettségei, részben pedig Verdi egyébirányú elfoglaltságai miatt. 1881-ben, Escudier halála után Verdinek intéznie kellett Párizsban szerzői jogainak ügyét. Ugyanakkor átdolgozta francia nyelvre A végzet hatalmát, amelyet Force du destin néven 1882-ben mutattak be Antwerpenben.
1883-ban Velencében meghalt nagy zenei ellenfele, Richard Wagner. Verdi a következőképpen írt az eseményről: „Szomorú, szomorú! Egy nagy egyéniség tűnt el! Egy nagy név, amely oly erősen rányomta bélyegét a Művészet történetére”.
Verdi következő terve a Don Carlos régóta halasztott átdolgozása volt az olasz közönség számára. A jelentősen megkurtított opera bemutatójára 1884 januárjában volt. A siker mellett az előadás legnagyobb pozitív következménye volt Verdi és Camille du Locle kibékülése. Noha többet nem találkoztak személyesen, baráti hangon leveleztek tovább, és Du Locle a későbbiekben segített Boitónak francia nyelvre átírni az Otellót.
Március közepén Boito Nápolyba utazott saját operájának színrevitelére. Egy a tiszteletére adott vacsorán megjegyezte, hogy egy új shakespeare-i szövegkönyvön dolgozik, amelyet akár saját maga is szívesen megzenésítene. Egy helyi lap leközölte a hírt, amelyből első olvasatra az derült ki, Boito sajnálja, hogy Verdinek eladta a librettót. Maga Boito nem tulajdonított különösebb jelentőséget a cikknek és nem is feltételezte, hogy Verdi, messze északon a Sant’Agata-i birtokon tudomást szerez róla. Verdi szóvá tette a dolgot Facciónak, kettejük közös jó barátjának, és felajánlotta, hogy „a harag legcsekélyebb árnyéka nélkül” visszaszolgáltatja a szövegkönyvet. Boito haladéktalanul levelet írt a zeneszerzőnek, és tisztázta magát, azonban úgy döntöttek, a darab megírását az év végéig felfüggesztik. Végül 1887. február 5-én mutatták be. Hatalmas sikere volt, utána pedig záporoztak a kitüntetések: Maurizio- és San Lorenzo-rend nagykeresztje, milánói díszpolgárság és ezen felül rengeteg pénz, amelyet Verdi karitatív tevékenységre fordított.
1888 augusztusában a Gazzetta musicale di Milano zenei lap megjelentetett egy rejtélyes skálát, felszólítva az olvasókat, hogy próbálják megharmonizálni. Verdi úgy döntött, sorompóba áll egy teljes polifonikus Ave Maria kompozícióval. Így jött létre az első a Quattro pezzi sacri (Négy egyházi darab) közül. Időközben egy új opera ötlete csírázott benne Shakespeare A windsori víg nők vígjátéka alapján. Ez lett később a Falstaff. Az opera első felvonása 1890. március 17-re lett kész, a második júniusra, a harmadik pedig szeptemberre. Verdi még a teljes szövegkönyv befejezése előtt, tőle szokatlan módon, nekilátott a hangszerelésnek, mert állítása szerint: „félek, hogy elfelejtek néhány részt és hangszeres megoldást”.
1890-ben megírta a Laudi alla Vergine Mariát, a Négy egyházi darab második részét. Ugyanakkor részt vett Richard Wagner A nürnbergi mesterdalnokok című darabjának premierjén Milánóban (ennek hatása érezhető a Falstaff első felvonásának végén).
A Falstaff premierjére végül 1893. február 9-én került sor a Scalában. „A közönség szívélyes volt a Falstaff iránt, ahogyan az Otello iránt is” – jegyezte meg Verdi. Három hónappal később jelentős változtatásokkal Rómában is színre vitte a Teatro Costanziban. Ez az előadás fergeteges sikerrel zárult. A zeneszerző pályafutásának csúcsára jutott.

### Az utolsó évek

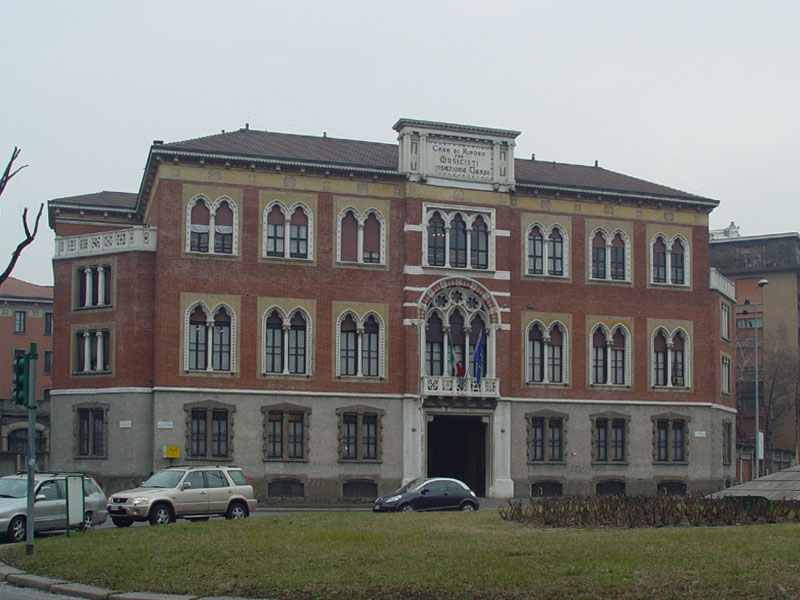
Casa di Riposo per Musicisti

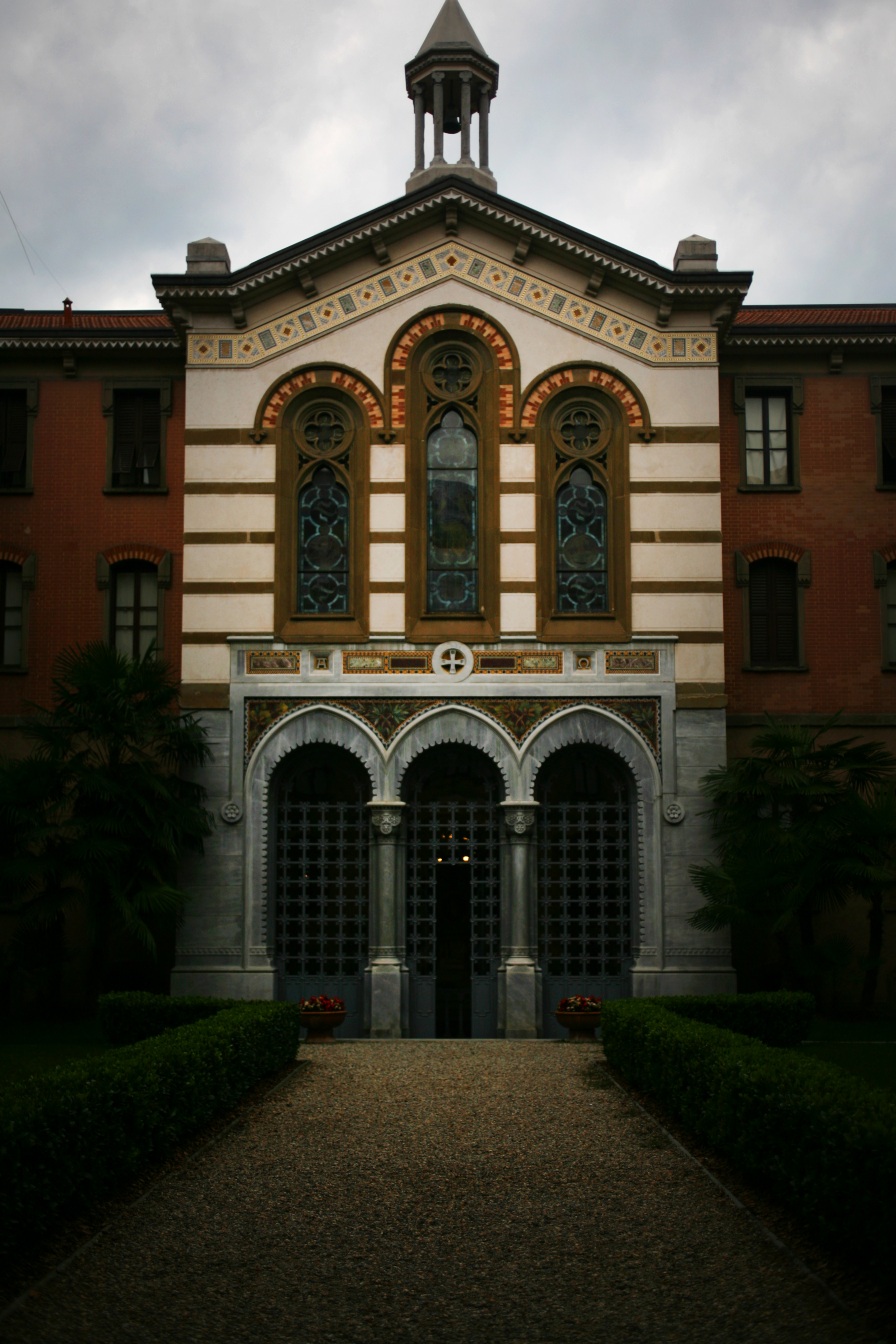
A Verdi házaspár kriptája

Az 1890-es évek végén a zeneszerzőt elsősorban az Otello és a Falstaff olaszországi és nemzetközi bemutatói kötötték le. Az Otello párizsi bemutatójához egy balettet is komponált, így eleget tett a nagy francia operaház ősi hagyományainak.
1895 elején Verdi egy Milánóban építendő idős zenészek otthonának tervei felől kezdett érdeklődni (Casa di Riposo per Musicisti). A kétemeletes épület száz, hatvanöt évnél idősebb muzsikus számára épült volna, akik szűkös körülmények között éltek. Verdi elvetette, hogy az épületnek szegényház jellege legyen és kérésének megfelelően a hálótermek helyett kétágyas szobákat építettek. Az építkezés a következő évben kezdődött el, és Verdi később összes – zenei vagy egyéb – műve közül a legkedvesebbnek nevezte.
Operaszerzői pályafutását lezárta, de a komponálást nem tudta abbahagyni. Ebben az időszakban született meg a Négy egyházi darab utolsó két része, a Stabat Mater és a Te Deum.
1897-ben januárjában figyelmeztető jelet kapott. Egy nap Giuseppina az ágyban fekve találta, látszólag megbénulva és beszédre képtelenül. Verdinek sikerült jelekkel papírt és írószert kérnie és reszkető ákombákomokkal leírta, hogy kávé. Pár nap alatt felépült. Még ugyanabban az évben meghalt viszont Giuseppina, akit egy ideje köszvény gyötört. Novemberben súlyos hörghurutot kapott, és pár nappal később, 14-én elhunyt. A gyászszertartást a bussetói katedrálisban tartották, majd a koporsót átvitték a milánói temetőbe.
Az utolsó éveiben Verdi egyre több időt töltött Milánóban, hogy közelebb legyen barátaihoz. A Sant’Agatát elhanyagolta, sőt egy gyilkossági eset is beárnyékolta a birtok életét. Ebben az időben ismerkedett meg Arturo Toscaninivel is, a Scala új, karizmatikus karmesterével, akivel élete végéig jó barátságban volt, és aki mindig az operaszínpadról származó friss hírekkel szórakoztatta.
1901. január 21-én Verdit szélütés érte. Hat nap múlva, január 27-én, vasárnap hajnali három órakor meghalt. Boito a következőket írta:
| „ | Fenségesen halt meg, mint egy harcos, félelmetesen, némán… A lehajtott fejével, összevont szemöldökével, félig nyitott szemével mintha ismeretlen, félelmetes ellenfelet méregetne… Hősiesen ellenállt. Remek mellkasának működése négy napon és három éjszakán át életben tartotta; a negyedik napon a lélegzése még mindig betöltötte a szobát, de micsoda harc, szegény Maestro! Milyen fenségesen harcolt az utolsó pillanatig! Életem során elveszítettem már embereket, akiket eszményítettem és a bánat erősebb volt, mint a beletörődés. De még soha nem éreztem ilyen gyűlöletet a halál iránt, ilyen irtózatot titokzatos, vak, ostoba, diadalmas, gyalázatos erejével szemben. | ” |
|   | |   |

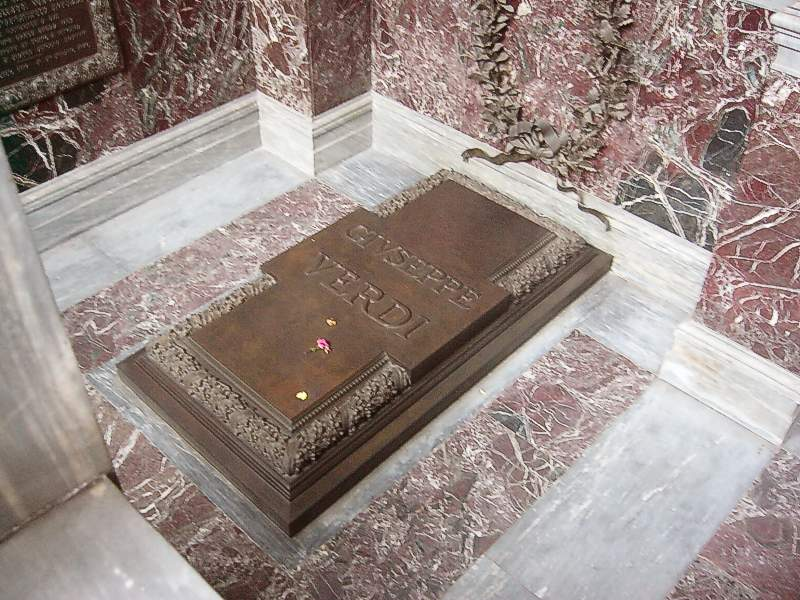
Verdi sírja

Temetésekor egy percre megállt az élet Olaszországban, becsuktak az üzletek, megálltak a vonatok. Itália ezzel nem csak a nagyszerű zeneszerző, hanem a hazafi előtt is fejet hajtott, aki egész életében az egységes, szabad Olaszország megteremtésén fáradozott. Huszonnyolcezer ember állt sorfalat azokon az utcákon, amerre a temetési menet elhaladt. Halkan, maguktól kezdték énekelni a Va, pensierót. Először a milánói temetőben temették el, majd az általa alapított és ma is működő Casa di Riposo per Musicisti díszes kriptájában, alig egy hónappal halála után, február 26-án, kedden ravatalozták fel újra az idősotthon aulájában, kívánságuknak megfelelően, Giuseppinával együtt. A ceremóniát Toscanini 900-fős kórussal kísérte a Nabucco Va, pensierójával. Ezután helyezték földi maradványaikat, közös sírban örök nyugalomra.

## Zenéje

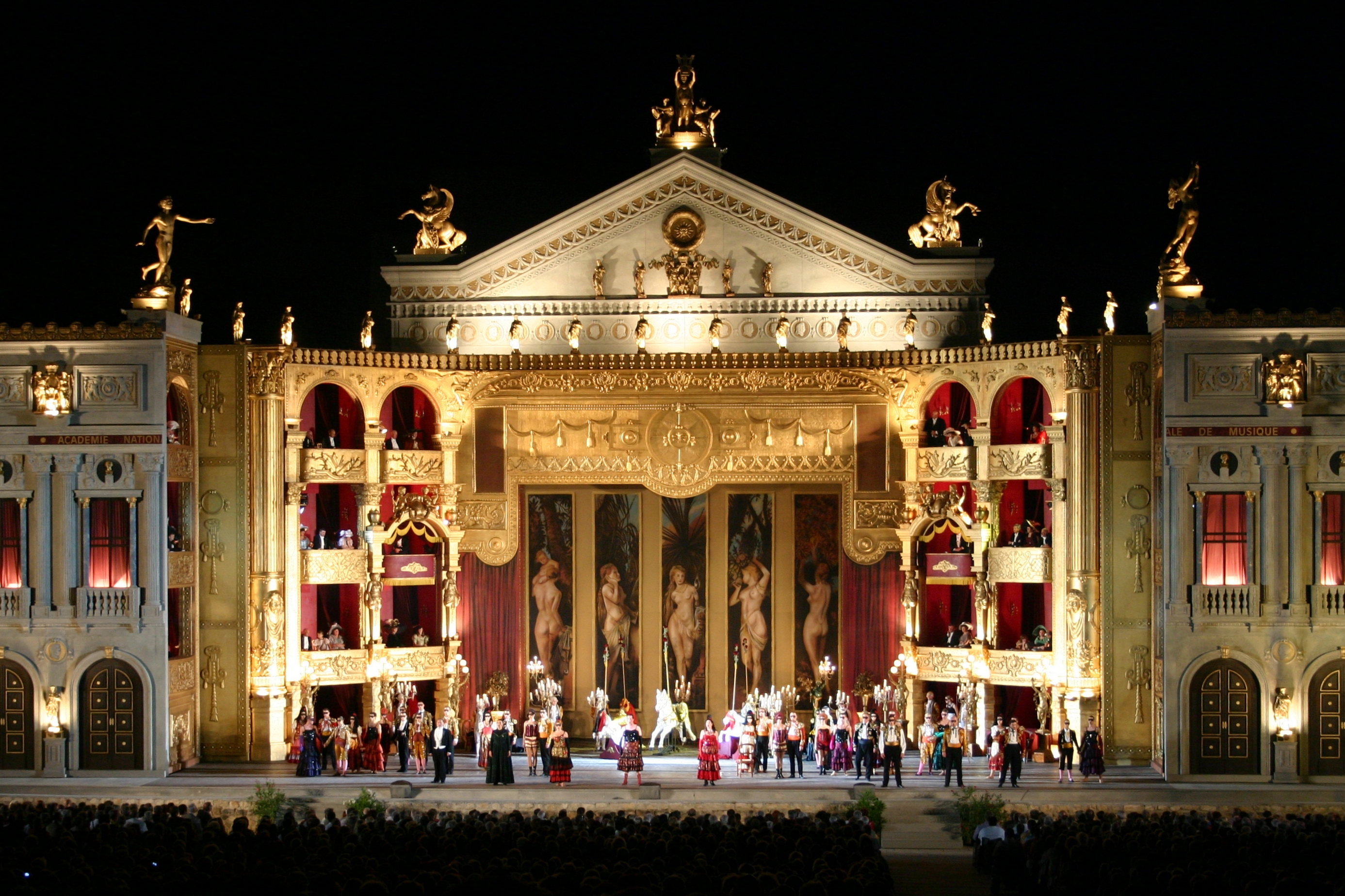
A Traviata díszlete a 2008-as szentmargitbányai fesztiválon

Verdi karrierjének kezdetét tulajdonképpen a Nabucco bemutatójától számítják, holott ekkor már két opera megkomponálásán is túl volt. Az Obertót ugyan sikerrel mutatták be a Scalában, de hamar feledésbe merült, az ezt követő Pünkösdi királyság pedig nagy bukás volt. Míg az Obertóban, a műfajban tett első lépésként, átlagos színvonalú operát írt a kor olasz operai köznyelvén, addig a Pünkösdi királyság teljes mértékben alatta maradt a kor olasz vígoperai mintáinak. A csalódás miatt közel ötven évig, egészen a Falstaffig nem is próbálkozott vígopera komponálásával. Az átütő sikert a Nabucco hozta meg számára, amiről ő maga is azt vallotta, hogy zeneszerzői pályájának kezdetét jelentette. A siker titka a cselekmény jelképes aktualitásában volt: a bibliai téma a risorgimento törekvéseinek allegóriája volt, de emellett zeneileg is kiemelkedő alkotás: dallamaiban, ritmikájában, nagyvonalú tömegjeleneteiben már művészetének jellegzetes körvonalai bontakoztak ki. Ötvözte a korabeli olasz operai szokásokat a nagy elődök és kortársak hatásával és ennek köszönhetően a 19. századi romantikus zene vezéregyéniségévé vált.
Első alkotói korszaka 1850-ig tartott. Ez idő alatt tizenöt operája került színpadra, ami a teljes életművének több mint a fele. Egy része a Nabuccóhoz hasonlóan hazafias, politikai töltetű mű (A lombardok, Attila, A legnanói csata), művészileg nem tartoznak legkiemelkedőbb alkotásai közé. Sikertelen kísérletei ebből az időszakból A kalóz, az Alzira és a Stiffelio. Akkoriban születtek meg első romantikus történelmi operái, az Ernani és A két Foscari, valamint a Schiller-drámák alapján készült Giovanna D’Arco, A haramiák és a Luisa Miller. Kiemelkedő alkotás a Shakespeare drámája alapján készült Macbeth, amely az első lépést jelentette az olasz romantikus zenedráma koncepciója felé.
Az életmű második nagy korszaka az 1850-es évtizeddel kezdődött a Rigolettóval, A trubadúrral és a Traviatával, amelyek a mai napig is legnépszerűbb művei, bár a korabeli kritika nem fogadta őket egyhangú elismeréssel. A három mű metodikai gazdagsága és átütőereje, formai és stiláris biztonsága megalapozta Verdi nemzetközi karrierjét. Ezen művekben szembeötlő a főszereplők lélektani ábrázolása, az egyéni drámai portrék, amelyek révén olasz operaszerző-kortársai fölé emelkedett és elindult az úgynevezett jellemdráma, az emberi szenvedélyek drámája felé. Az ötvenes évek közepét a Stiffelio – továbbra is sikertelen – átdolgozása (Aroldo címen, és a párizsi opera számára készült Szicíliai vecsernye töltötte ki. Ez utóbbin érződik először a francia nagyopera hatása, bár a francia operaízlés speciális követelményeinek konkrétan még csak egy alkalommal kellett eleget tennie: a Don Carlos eredeti, első (Párizs számára készült) változatával, a francia operastílus hatása – „olaszossá” asszimilálva, mindinkább a stílusának homogén összetevőjeként – továbbra is fontos és felismerhető szerepet játszik, egészen az Aidáig. Ez a dramaturgiai bizonytalanság, átmenetiség érződik a Simon Boccanegrán is. Az álarcosbál, viszontagságos politikai háttere miatt a szólamszövésével és hangszerelésével emelkedik ki e korszak művei közül, míg A végzet hatalmában vígjátéki szerepekkel oldja fel a dráma hangulatát. A Don Carlos, amit eredetileg a francia közönség számára írt, majd az olasz ízléseknek megfelelően átdolgozott, Verdi történelmi drámáinak csúcspontját jelenti. Nagyvonalú teatralitásán erősen érezhető a francia színházi igény, a francia hatás. A francia dramaturgiához való alkalmazkodási kényszer által okozott bizonytalanságokat remekül ellensúlyozza a zenei ember-ábrázolás, a technika és a zenei nyelv finomodása és választékossága. Második alkotói korszakának szintézise az Aida, amely bizonyos értelemben a legklasszikusabb magaslat életművében. A zárt számos operaszerkesztés belső határai már elmosódnak, az együttesek ebben az operában érik el legmagasabb technikai és drámai fejlettségüket. A zenekar az egyszerű háttérkíséret helyett, a dráma egyik megszólaltatójává válik, a dramaturgia pedig tökéletesen asszimilálja a francia nagyoperás hatásokat. Az Aidával tulajdonképpen megalkotja a zenedráma olasz típusát. Megkomponálása után hosszú időre visszavonult az operaszínpadoktól.
Kései korszakának kiváltásában nagy szerepe volt Arrigo Boitónak, aki két utolsó operájának szövegkönyvét írta. Az Otellóban a „zárt szám”-szerkezet végleg átadta a helyét a végigkomponált felvonás egységes folyamatának (a régi „számok” nyomai legfeljebb a színpadi jelenetek váltakozásában érezhetők); zenekarkezelése, szólamszövése, harmóniahasználata kamarazene-szerűen érzékennyé, választékossá válik; zenekarával és harmóniavilágával együtt dallamstílusa is törékenyebbé, differenciáltabbá lesz, anélkül hogy veszítene régi lendületéből, sőt drámai kifejezőereje végletesebbé, szélsőségesebbé fokozódik. A Falstaffban ez a differenciálódás tovább folytatódik. Ebben az operában a típusok fölé emelkedő individuális jellemrajzával és tragikomikus mélységével teljesen új, előzmények nélküli vígopera-típust teremtett, a „lírai komédiát”.
Verdi munkájára Rossini, Bellini, Meyerbeer, de leginkább Donizetti és Saverio Mercadante voltak hatással. Az Otello és az Aida kivételével Wagner hatása nem érződik művein. Bár Gounod-t – akit kortársai a legnagyobb élő zeneszerzőnek tartottak – tisztelte, igyekezett nem eltanulni stílusát.
Tenoráriáiban csak ritkán használt magas (kétvonalas) c-t, mert szerinte a hang közönség előtti éneklése megzavarja az előadót e hang előtti és utáni részeknél. Ennek ellenére írt magas c-t Gilbert Duprez-nek a Jeruzsálemben és Tamberlicknek A végzet hatalma eredeti változatában.
Bár gazdagon hangszerelte műveit, Verdi inkább a dallamra, a zenei kifejezés leghatásosabb eszközére helyezte a hangsúlyt. Sok tételében, különösen az áriákban, az egész zenekar egy dallamot játszik, mintha csak egyetlen hatalmas hangszer szólna. Kritikusai szerint szakképzetlensége miatt nem fordított elég figyelmet a komponálás technikai részleteire. Ezt Verdi is elismerte: „Az összes zeneszerző közül én vagyok a legkevésbé képzett.”, majd hozzátette: „Ezt a legkomolyabban gondolom, de képzettség alatt nem a zene ismeretét értem.”
Mindezek ellenére hiba lenne feltételezni, hogy Verdi ne lett volna tisztában a zenekari hangzás kifejező erejével vagy hogy ezt ne használta volna ki. Mi több, az összhangzat és az ellenpont fejlesztése jellemző rá: például Monterone jelenetében, a Rigolettóban a vonósok gyors, mélyülő skálázása fokozza a feszültséget vagy szintén a Rigolettóban hatásosan ábrázolja a közelgő vihar baljós hangját, ahogy a színfalak mögött a kórus egymáshoz kapcsolódó hangokat zümmög. Verdi újításai annyira jellemzőek rá, hogy más zeneszerzők nem is használják.
Verdi volt az első zeneszerző, aki nagy hangsúlyt fektetett a cselekményre. Tisztában volt azzal, hogy erőssége az érzelmek kifejezése, ezért együtt dolgozott szövegíróival és minden felesleges részletet, nélkülözhető szereplőt kihúzatott a szövegkönyvből, csak az érzelemdús karakterek és drámai jelenetek maradhattak.

## Verdi szerepe a politikában
Az 1815-ös bécsi kongresszus döntésének eredményeképpen Itália északkeleti része, valamint Lombardia és Velence Közép-Itáliával Habsburg, a pápai állam és a Nápolyi Királyság pedig francia fennhatóság alá került. A lombardok, de különösen a milánóiak minden lehetőséget megragadtak elégedetlenségük kifejezésére, bár eleinte ezt csak közvetett formában tehették meg.
Ilyen körülmények között mutatták be a Nabuccót, ami mondanivalójával belopta magát az olaszok szívébe. A „Szabadság-kórus”, a hazájukról álmodó rabszolgák dala igazi sláger lett, Milánóban az utcákon is énekelték, fütyörészték. Felmerült, hogy az első sora után olaszul Va' Pensiero-nak nevezett dal legyen az olasz himnusz. Hasonlóan hazafias műve volt a A lombardok, az Ernani és A legnanói csata is.
A Viktor Emánuel királlyá koronázásáért és Itália újraegyesítéséért küzdők jelszava Viva VERDI lett. Ez a Vittorio Emanuele Re D’Italia (Viktor Emánuel, Olaszország királya) kifejezés első betűinek összeolvasása. Így az elnyomás alatt is bátran éltethették királyukat. Verdi tudott erről, és nem volt kifogása. Ő is támogatta az egyesítést, Garibaldi híve volt. Saját pénzén fegyvereket vásárolt, ezzel támogatta az egységes olasz államért vívott harcot. Aktív politikai szerepet is vállalt, 1859-ben Busseto megválasztotta parlamenti képviselőjévé, majd 1874-ben a már egységes Olaszországban szenátor rangra emelkedett.
Verdi a szegényeket és elesetteket is aktívan támogatta. Mintagazdasággá fejlesztett hatalmas birtokán, amelyet műveinek jövedelméből vett, nincsteleneknek adott munkát, s a parasztokat arra tanította, hogyan kell termővé tenni a nehezen művelhető, köves földet. Végrendeletében rokkant zenészekre hagyta vagyonának tekintélyes részét.
Egész életművel aktív részt vállalt a nemzete polgári átalakulásáért folytatott küzdelmében.

## Öröksége
Verdi a 19. század talán legnagyobb befolyású és legnépszerűbb zeneszerzője. Operáit napjainkban is játsszák a világ minden operaházában, áriái külön-külön nagy sikereket aratnak napjainkban is olyan neves előadóművészek által, mint Maria Callas, Renata Tebaldi, Plácido Domingo vagy Luciano Pavarotti. Noha A trubadúr, Otello, Traviata soha sem kerültek ki az operák repertoárjából, az 1920-as évek után elindult a Verdi-művek újrafelfedezése, az elfeledettnek tartott operák színpadra állítása. Verdi műveinek növekvő megbecsülését jelezte egy mérföldkő jelentőségű esemény, a parmai Istituto di Studi Verdiani (Verdi-tudományok intézete) 1960-as megnyitása, majd 1975-ben testvérintézetének a New York-i Institute for Verdi Studies megnyitása.
Verdi nevét viseli a milánói zenekonzervatórium, amelynek egykoron diákja sem lehetett, illetve Olaszország – és világszerte számos zenei intézmény, utca és tér. Életéről és munkásságáról számos könyvet írtak, amelyek közül talán a legteljesebb Frank Walker: The Man Verdi, 1962-es munkája.

## Magyarul megjelent művei
- Verdi válogatott levelei; szerk., bev., jegyz. Komár Pál, ford. Vadas László; Zeneműkiadó, Bp., 1956